# Grimma
Grimma is een gemeente en stad in de Duitse deelstaat Saksen. De gemeente maakt deel uit van de Landkreis Leipzig. Grimma telt 28.149 inwoners.

## Geografie

### Ligging
De stad ligt in het Nordsächsische Platten- und Hügelland, 25 km ten zuidoosten van Leipzig en circa 16 km zuidelijk van Wurzen, in het dal van de Mulde. Met een totale oppervlakte van circa 217 km² – voornamelijk door talrijke annexaties in de jaren 2011 en 2012 - en bijna 30.000 inwoners is Grimma de grootste en volkrijkste gemeente van de Landkreis Leipzig en qua oppervlakte de op drie na grootste stad in Saksen.
Het 13.000 hectare grote bosgebied Wermsdorfer Forst ligt ten dele in het uiterste oosten van de gemeente (rondom Mutzschen).

### Verkeer

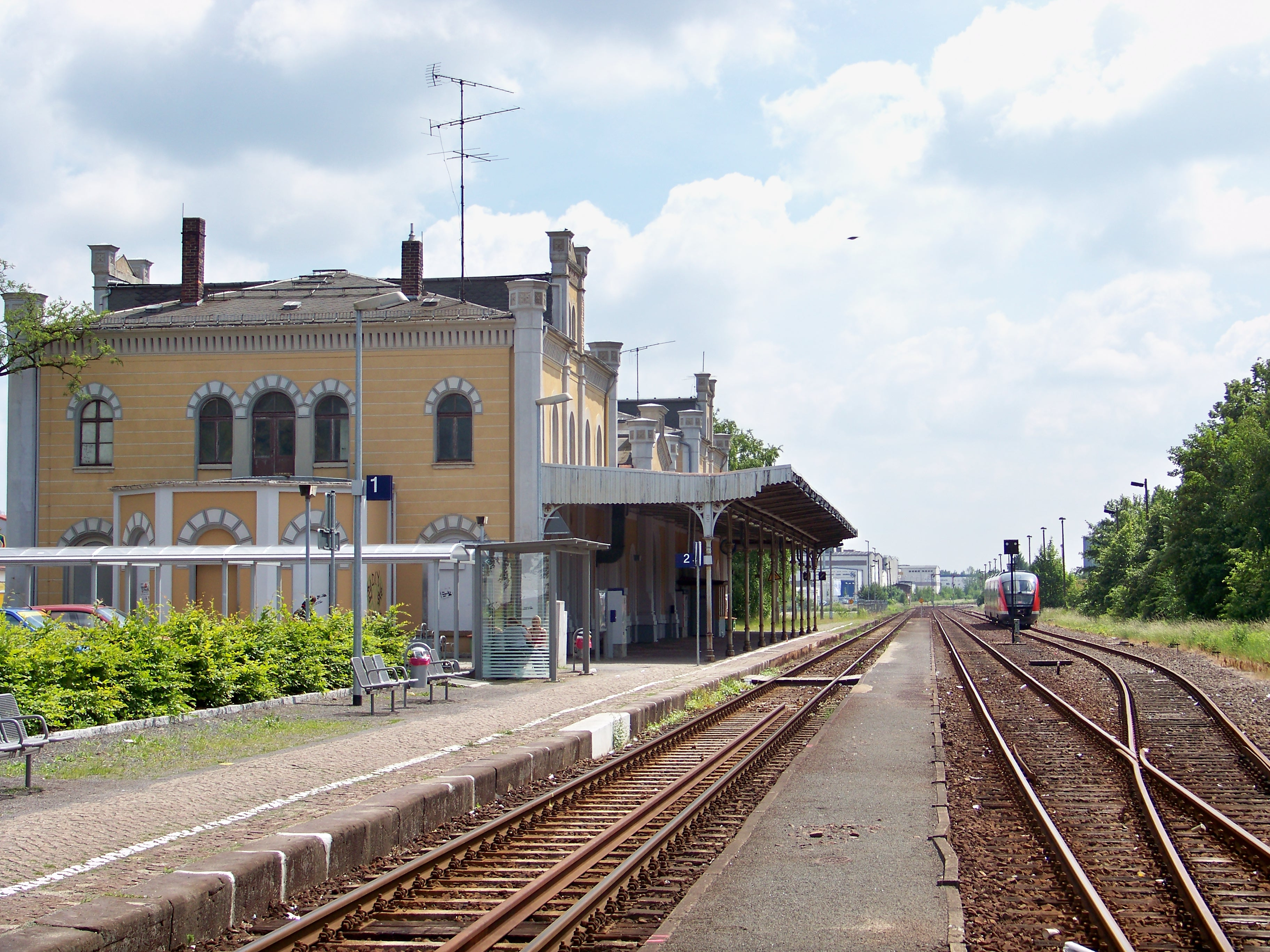
Station Oberer Bahnhof
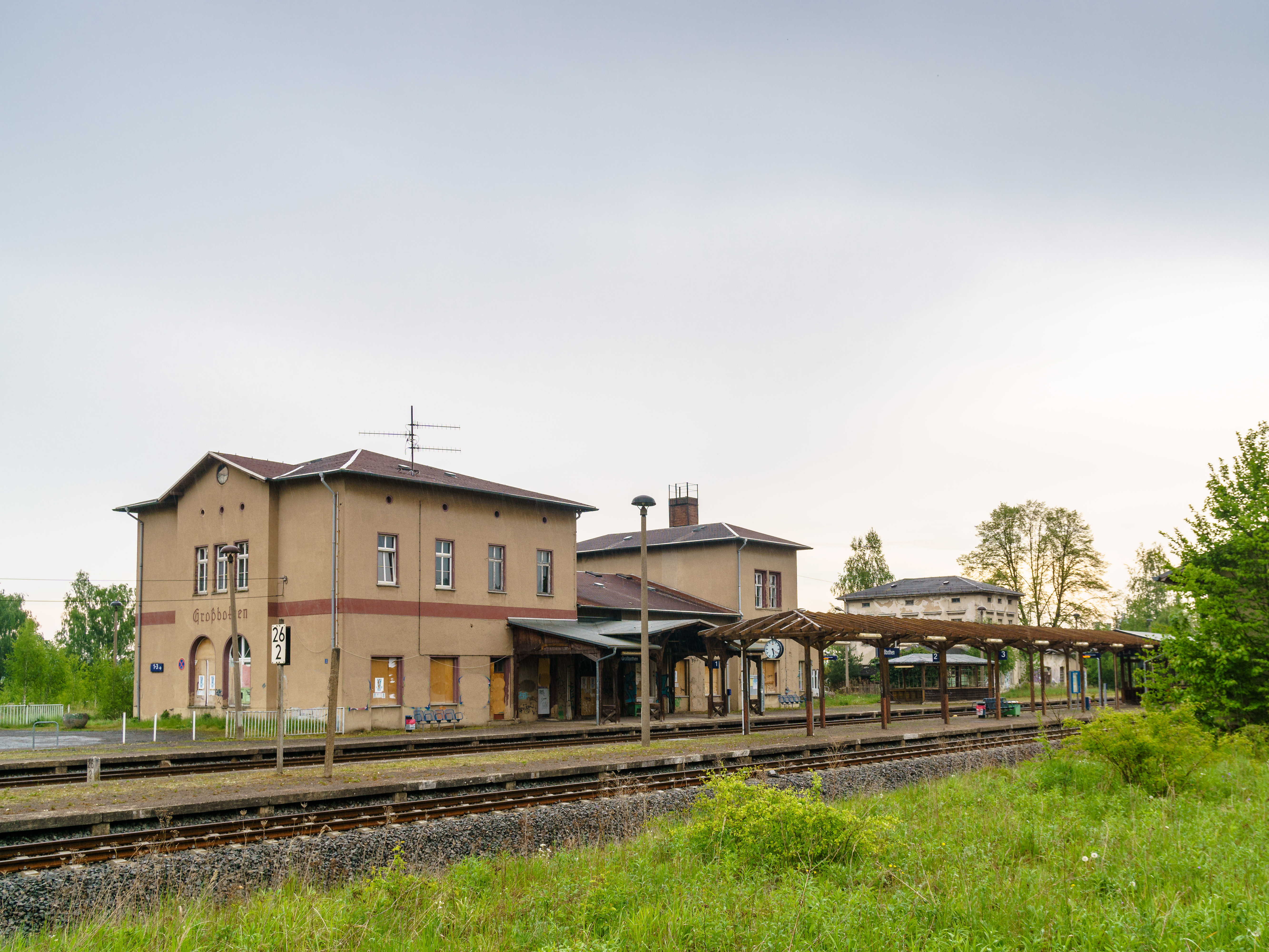
Station Großbothen
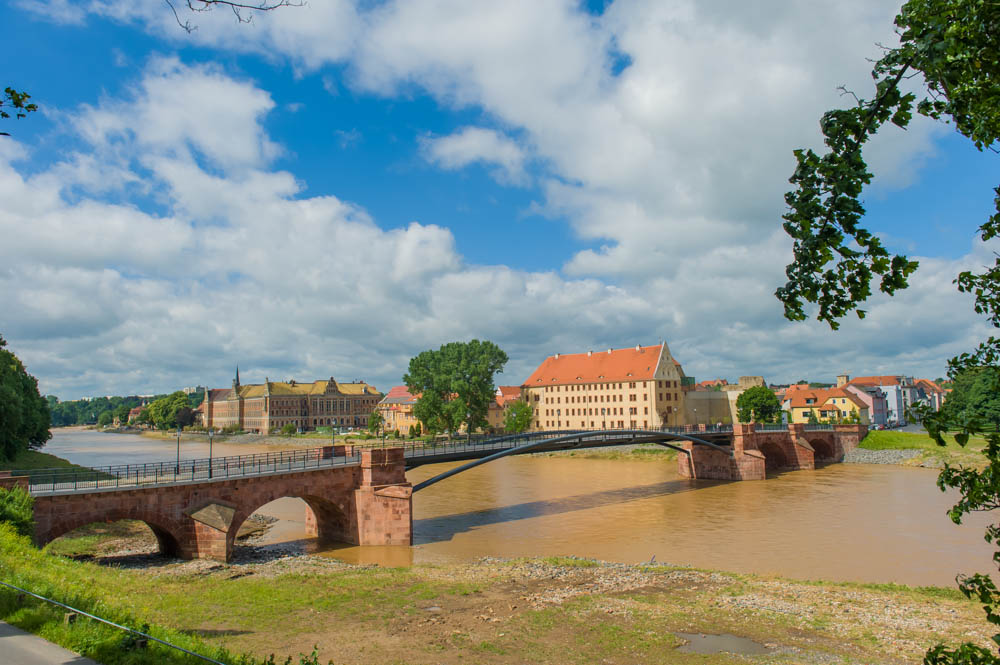
Nieuwe brug over de Mulde, Grimma
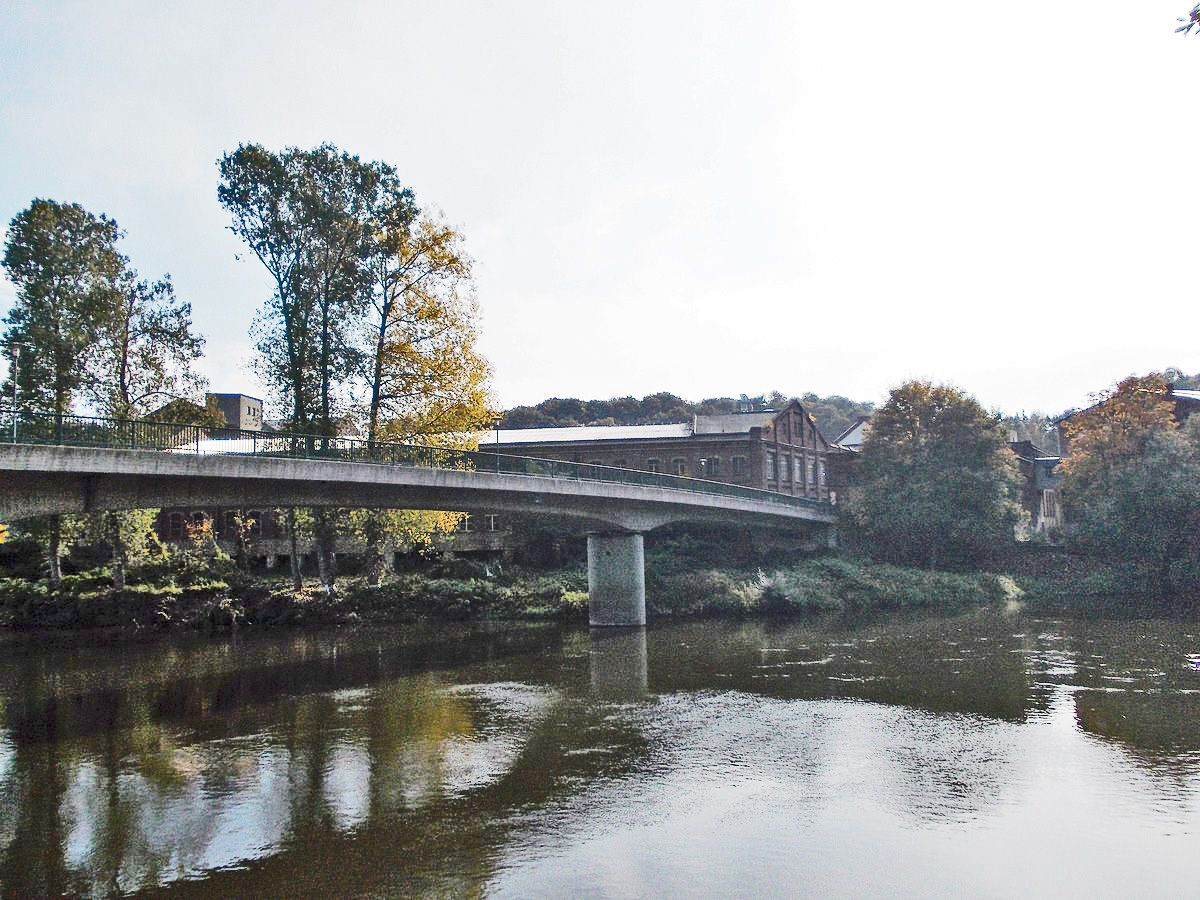
Nieuwe brug over de Mulde, Golzern
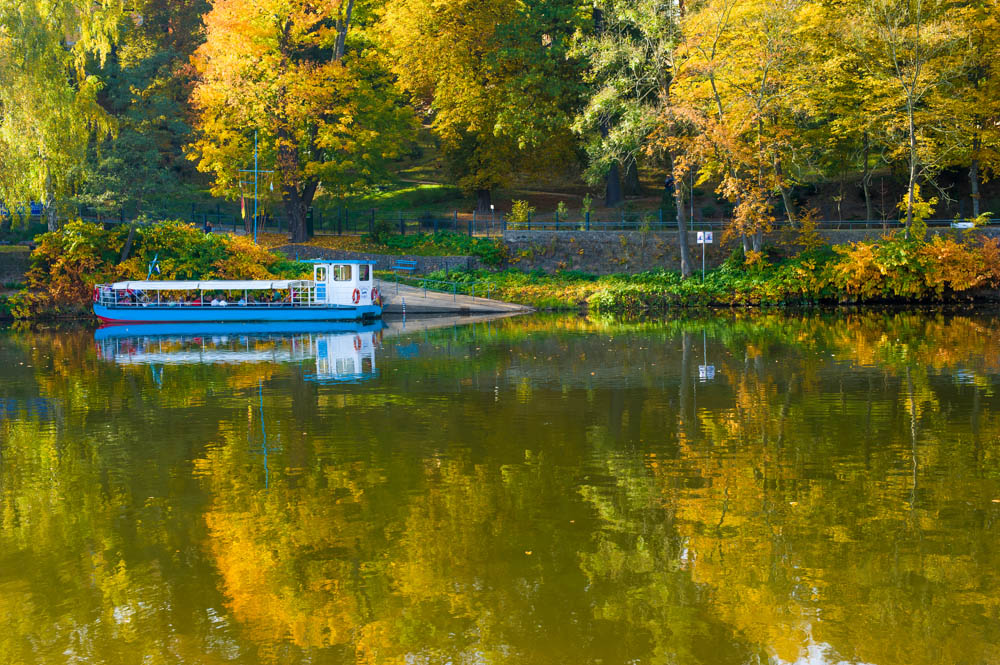
Pontje op de Mulde
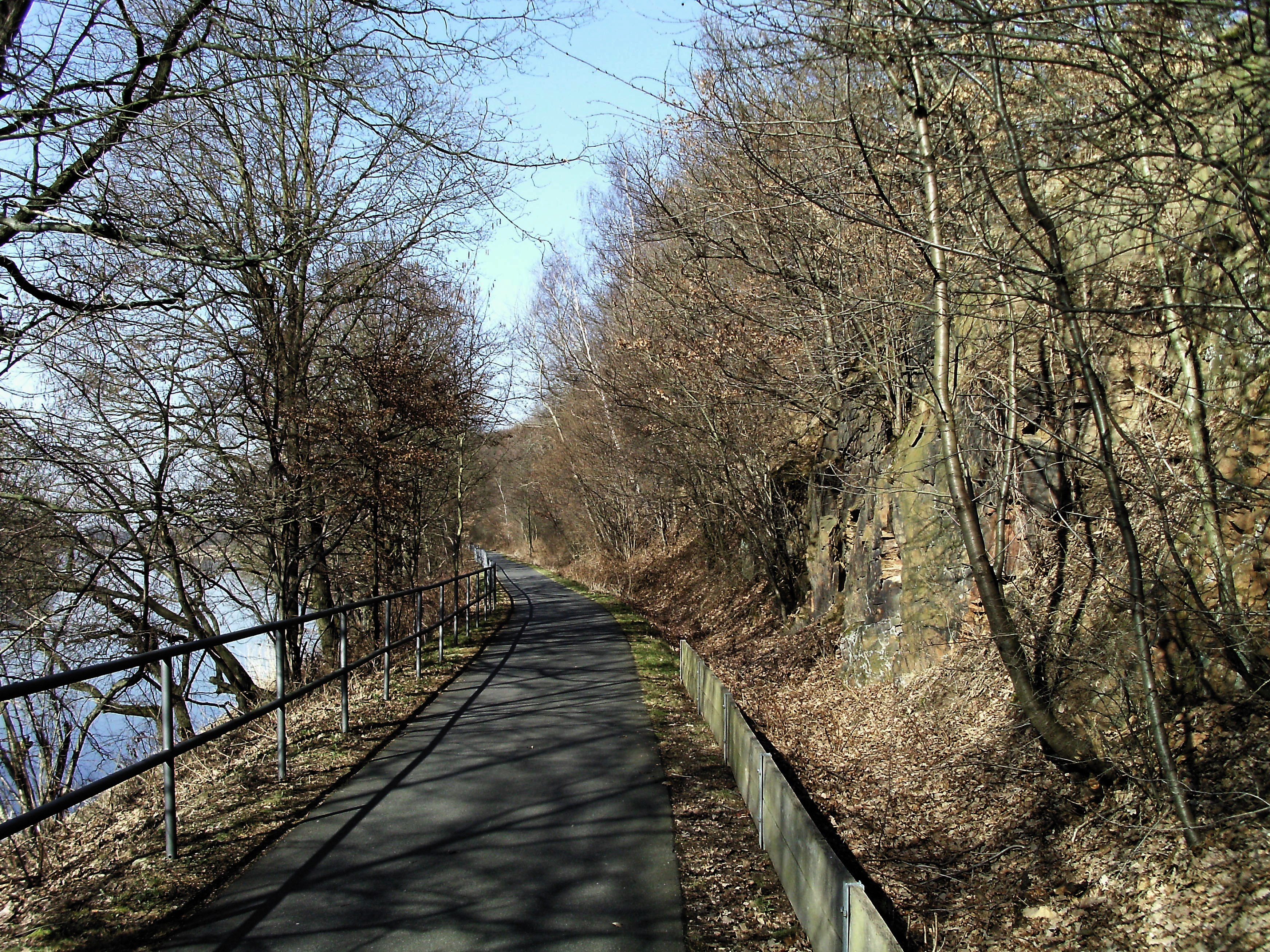
Fietspad aan de Mulde bij Nerchau op de voormalige spoorlijn Glauchau-Wurzen

Bij Grimma kruist de Bundesautobahn 14 op afrit 31 de Bundesstraße 107. Deze B107 loopt ten dele nog dwars door de stad heen. Een nieuwe rondweg, westelijk om Grimma heen, was in 2008 al voor meer dan de helft gereed, toen de verdere aanleg van de bestuursrechter moest worden afgeblazen. Het geplande tracé zou een als natuurreservaat aangemerkt bos doorsnijden. De rondweg eindigt anno 2023 op een landweggetje bij stadsdeel Waldbardau, ten zuiden van het centrum. Afrit 32 van de A 14 ligt ook in de gemeente Grimma, en wel 8 km ten oosten van afrit 31, en 3 km ten zuidwesten van Mutzschen.
Van 1877 tot 2000 had Grimma twee  spoorwegstations. Grimma Unterer Bahnhof lag aan een in de jaren 1990-2000 opgeheven, en daarna gedeeltelijk voor de aanleg van een wandel- en fietspad op het tracé, verwijderde lokaalspoorlijn Glauchau - Wurzen v.v.. Het al in 1866 geopende station Grimma Oberer Bahnhof ligt, evenals dat  van het 8 km ten zuidoosten van Grimma, aan de B 107, gelegen Großbothen, aan een lokaalspoorlijntje tussen Borsdorf, niet ver ten oosten van Leipzig, Döbeln Hbf en Coswig, niet ver ten noordwesten van Dresden. 
Grimma beschikt over twee ieder uur, en in de spitsuren ook vaker, rijdende stadsbuslijnen. Streekbussen verbinden de stad op werkdagen ieder uur met o.a. Leipzig en Wurzen.
Op de Mulde varen in de gemeente Grimma diverse veerbootdiensten,  die deel uitmaken van het reguliere openbaar vervoer.

### Indeling, bevolkingscijfers

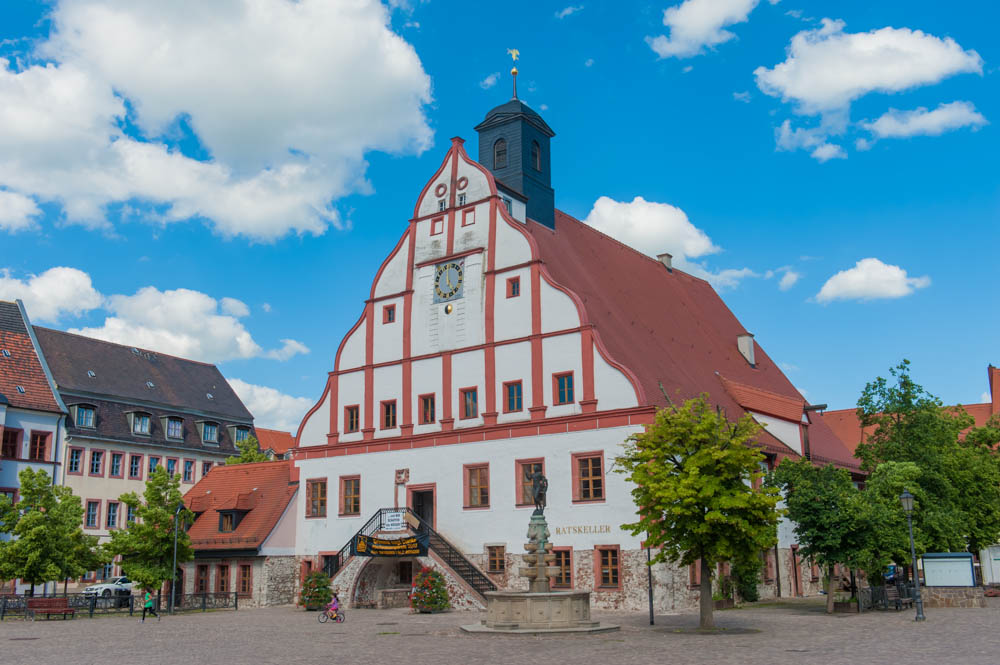
Stadhuis

Sinds de inwerkingtreding van de Hauptsatzung (hoofdgemeenteverordening) d.d. 18 december 2022, bestaat de gemeente uit de Kernstadt Grimma (bestaande uit de wijken Innenstadt (centrum; K), Hohnstädt (K), Grimma-West, Grimma-Süd en Nimbschen (K); totaal aantal inwoners in 2019: 14.717), en 13 Ortschaften, waaronder weer 64 Ortsteile ressorteren, en wel als volgt:
- Beiersdorf, alleen bestaande uit:
  - Beiersdorf (440; K)
- Böhlen
  - Böhlen (365)
  - Seidewitz (165)
- Döben
  - Döben (417; K)
  - Dorna (93)
  - Grechwitz (325)
  - Neunitz (228)
- Dürrweitzschen
  - Dürrweitzschen (535; K)
  - Motterwitz (82)
  - Muschau (51)
- Großbardau
  - Bernbruch (186; K)
  - Großbardau (999; K)
  - Kleinbardau (268; K)
  - Waldbardau (247)
- Großbothen
  - Großbothen (1.195; K; met station)
  - Kleinbothen (215)
  - Schaddel (90)
- Höfgen
  - Höfgen (114; K)
  - Kaditzsch (met kleigroeve; 174)
  - Naundorf (69)
  - Schkortitz (92)
- Kössern
  - Förstgen (118)
  - Kössern (439)
- Leipnitz
  - Frauendorf (51)
  - Keiselwitz (79)
  - Kuckeland (41)
  - Leipnitz (195; K)
  - Papsdorf (47)
  - Zeunitz (40)
- Mutzschen
  - Gastewitz (60)
  - Göttwitz (181)
  - Jeesewitz (29)
  - Köllmichen (41)
  - Mutzschen (1.113; een voormalig stadje; K)
  - Prösitz (47)
  - Roda (110)
  - Wagelwitz (132)
  - Wetteritz (308)
- Nerchau
  - Bahren (309; met het villawijkje aan de Mulde Loreley)
  - Cannewitz (221; K)
  - Deditz (32)
  - Denkwitz (40)
  - Fremdiswalde (414; K)
  - Gaudichsroda (12)
  - Golzern (264)
  - Gornewitz (65)
  - Grottewitz (43)
  - Löbschütz (20)
  - Nerchau (1.658; een voormalig stadje; K)
  - Schmorditz (166)
  - Serka (20)
  - Thümmlitz (16)
  - Würschwitz (132)
- Ragewitz
  - Bröhsen (121)
  - Haubitz (118)
  - Pöhsig (223)
  - Ragewitz (172; K)
  - Zaschwitz (63)
- Zschoppach
  - Draschwitz (88)
  - Nauberg (110)
  - Ostrau (61)
  - Poischwitz (20)
  - Zschoppach (190; K).

De laatste maal, dat per Ortsteil  uitgesplitste bevolkingscijfers zijn gepubliceerd, was op een niet nader vermelde datum in 2019. Deze cijfers zijn hierboven, tussen haakjes, weergegeven. Ze zijn afkomstig van de burgerlijke stand van de gemeente Grimma.
De letter K bij een plaatsnaam geeft aan, dat er volgens de website van de gemeente Grimma een bezienswaardig kerkgebouw staat.

## Naburige gemeentes
- In het noorden: Wurzen
- In het noordwesten: Trebsen/Mulde
- In het westen: Parthenstein en Otterwisch
- In het zuidwesten: Bad Lausick
- In het zuiden: Colditz
- In het zuidoosten: Leisnig
- In het oosten: Mügeln en Oschatz
- In het noordoosten: Wermsdorf.

## Economie
Grimma beschikt aan de zuidkant van de stad over een industrieterrein voor lokaal en regionaal midden- en kleinbedrijf.
De aanwezigheid van een historische binnenstad  en de mogelijkheid tot het maken van wandel- en fietstochten hebben sedert circa 2000 enig toerisme doen ontstaan. 
Binnen de tertiaire sector zijn het plaatselijke ziekenhuis  en het Amtsgericht werkgevers van betekenis.  Ook telt Grimma veel onderwijsinstellingen. 
Zie ook onder: Mutzschen; Nerchau.

## HetGymnasium St. Augustin

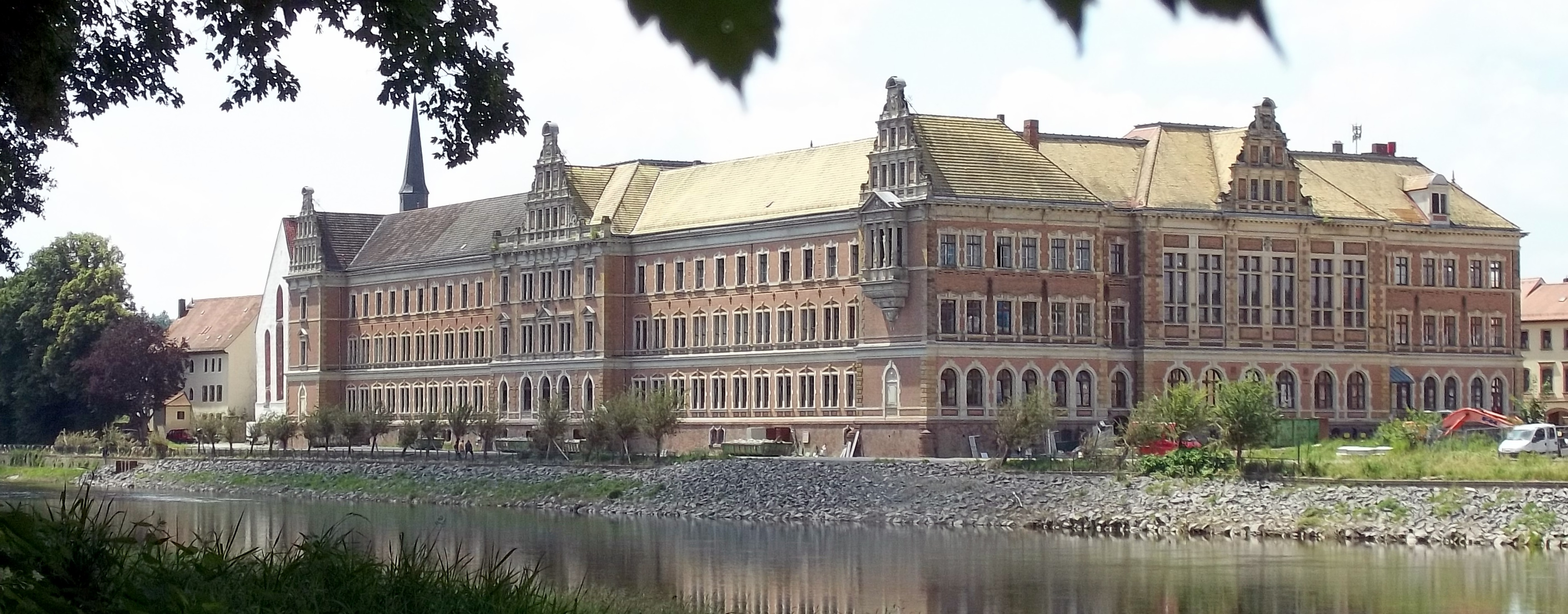
Gymnasium St. Augustin, rivierzijde
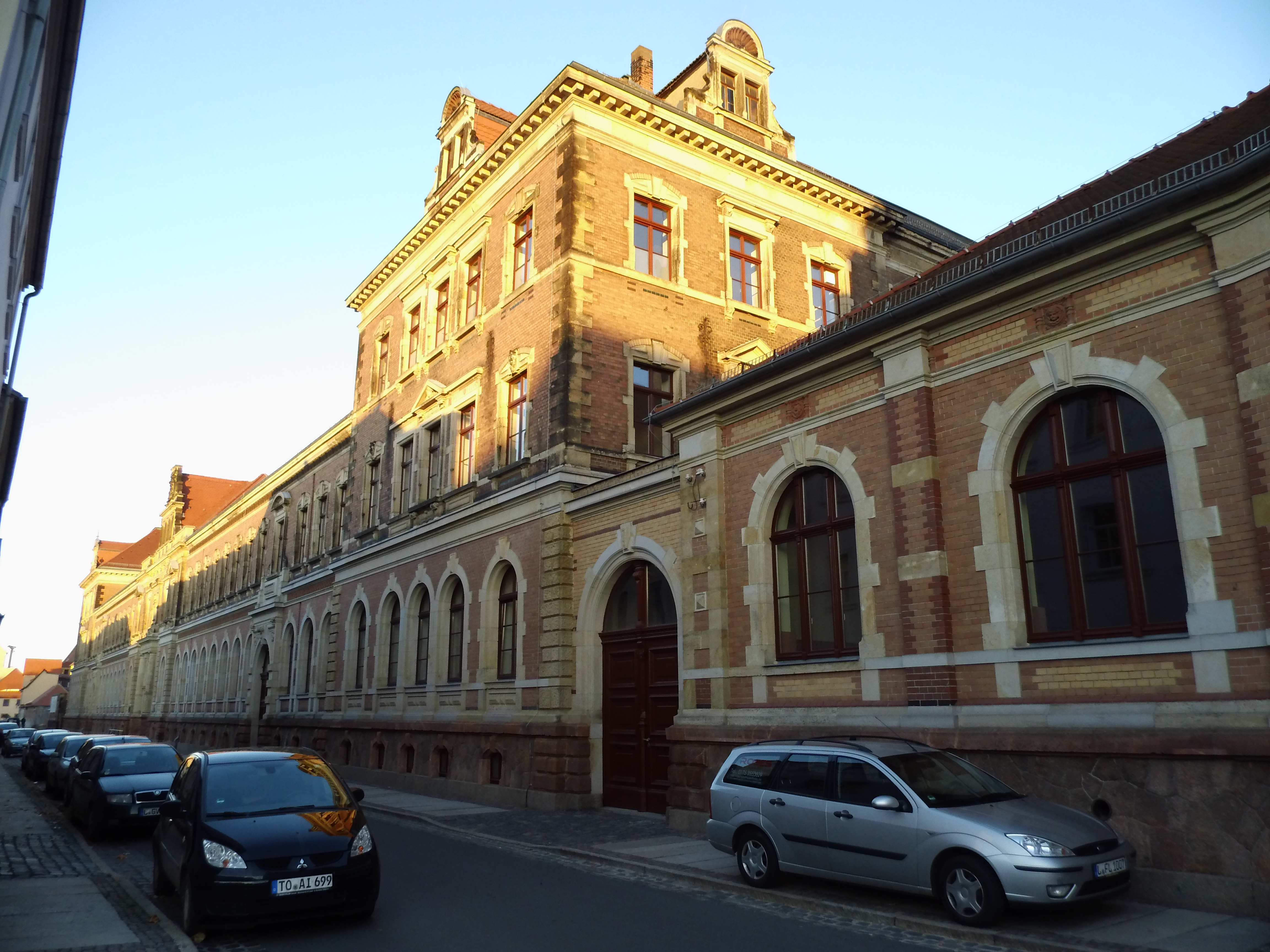
Idem, gevel aan de Klosterstraße
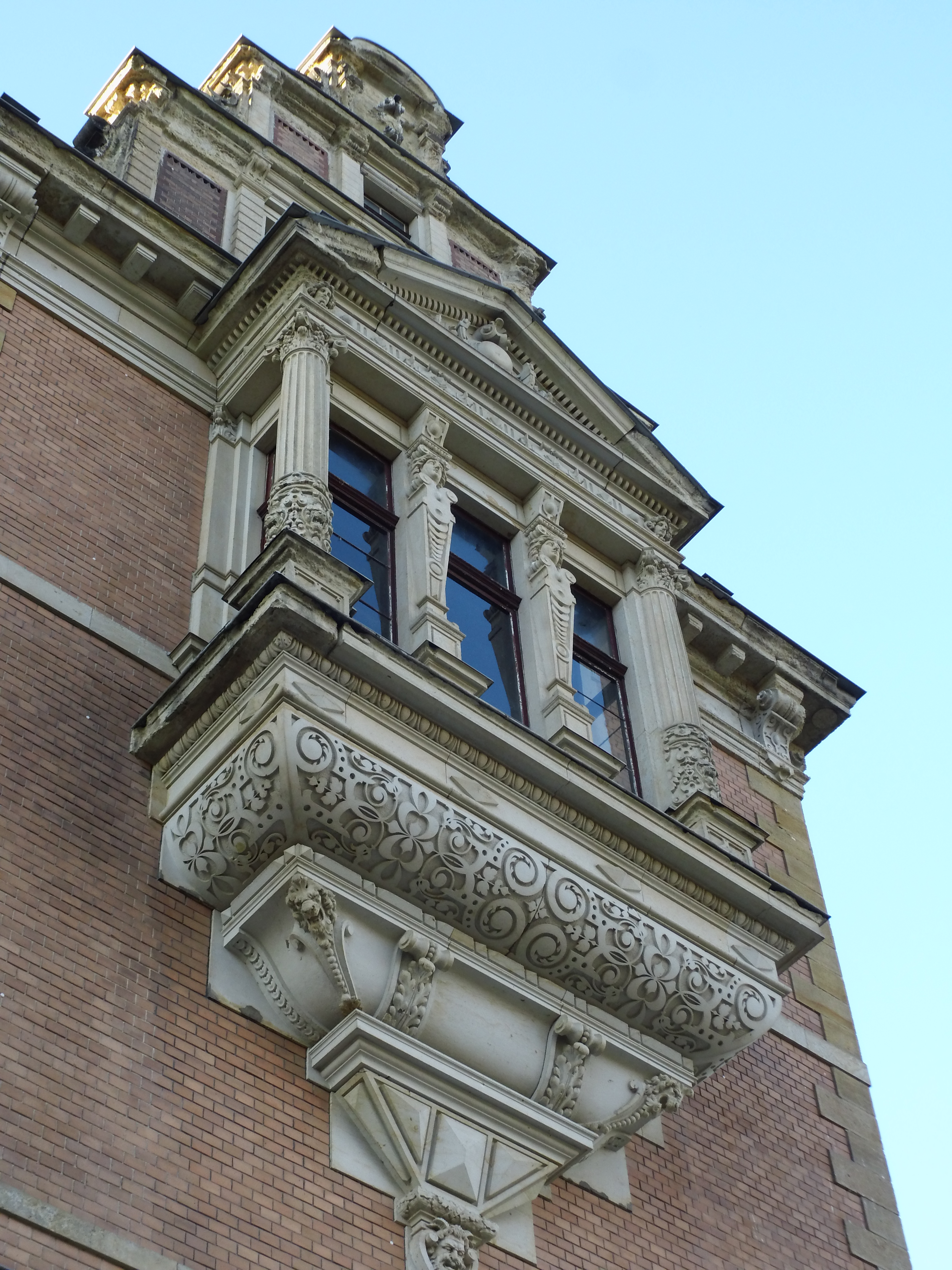
Buitengevel voormalige dienstwoning van de rector
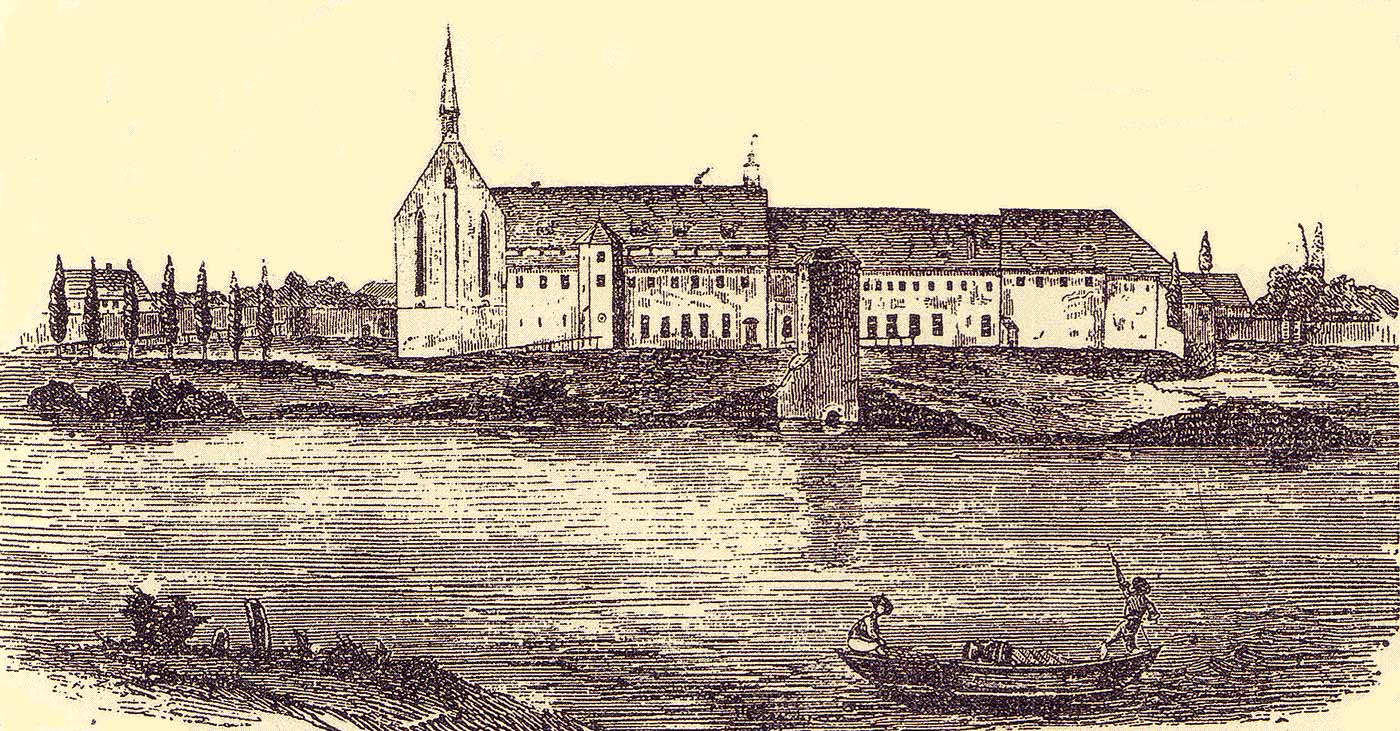
Het gebouw omstreeks 1820
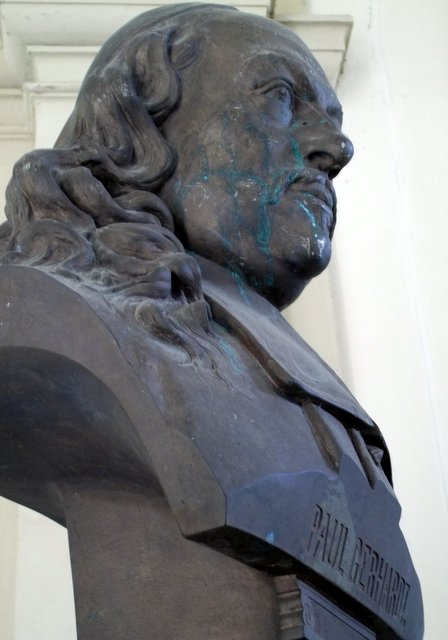
Buste van de beroemde theoloog Paul Gerhardt, ooit leerling op deze school
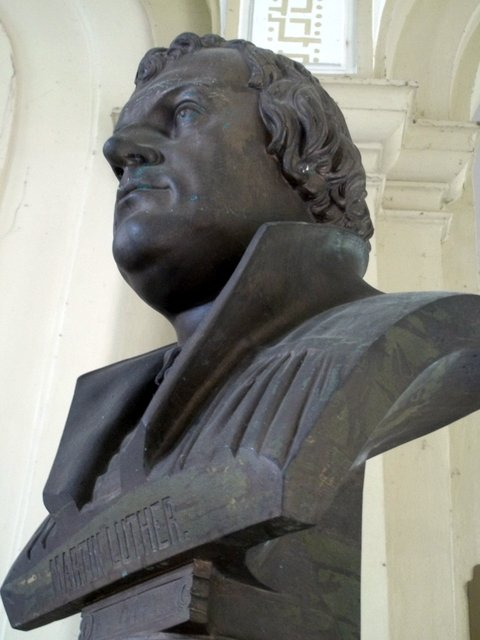
Buste van Maarten Luther, ibidem

Te Grimma staat, in één van de grootste gebouwen van de gemeente, het enige gymnasium met internaat in de deelstaat Saksen. Deze school heeft een zeer rijke historie en is één van de meest prestigieuze middelbare scholen van geheel Duitsland. 
In 1550 liet Maurits van Saksen (1521-1553) op deze locatie, in een voormalig augustijner monnikenklooster te Grimma, een vorstenschool stichten. De school kreeg het motto PIETATI VIRTUTI DOCTRINAE (voor godvrezendheid, deugdzaamheid en geleerdheid). Na de Reformatie verkreeg de school, ter dekking van haar kosten, de voorheen aan het hier gevestigde klooster toebehorende landerijen in eigendom, en trok zo pachtinkomsten. Dit duurde tot 1855 of 1856.
Oorspronkelijk was deze bedoeld voor jongens, die later aan een universiteit zouden gaan studeren, of een hoge positie bij de overheid of in de Evangelisch-Lutherse Kerk zouden gaan bekleden. Belangrijke leervakken waren o.a. Latijn (tot op de huidige dag nog); sedert omstreeks 2015 krijgen de leerlingen van deze school extra diepgaand onderwijs in de Engelse taal, die Latijn als belangrijkste leervak heeft verdrongen. De onderwijsinstelling doet veel aan toneelkunst.
De huidige schoolgebouwen dateren van omstreeks 1890. Het voor uitvoeringen van koorwerken van de hand van Johann Sebastian Bach wereldberoemde jongenskoor der Thomas-cantorij uit Leipzig heeft hier in de Tweede Wereldoorlog, van 4 december 1943 tot mei 1945, een noodonderkomen gehad. Sinds 1945 zijn ook meisjes op de school als leerling welkom.
In maart 2015 kreeg het gymnasium het recht, de titel Schule ohne Rassismus – Schule mit Courage (school zonder racisme - school met moed) te voeren.
Veel Duitse theologen en politici van naam hebben er als jongen school gelopen.
Tot de bekendsten onder hen behoren:
- Paul Gerhardt (ca. 1620)
- Samuel von Pufendorf (1645-1650)
- Wilhelm Külz (eindexamen in 1894)

## Geschiedenis
Zie ook onder: Mutzschen; Nerchau.

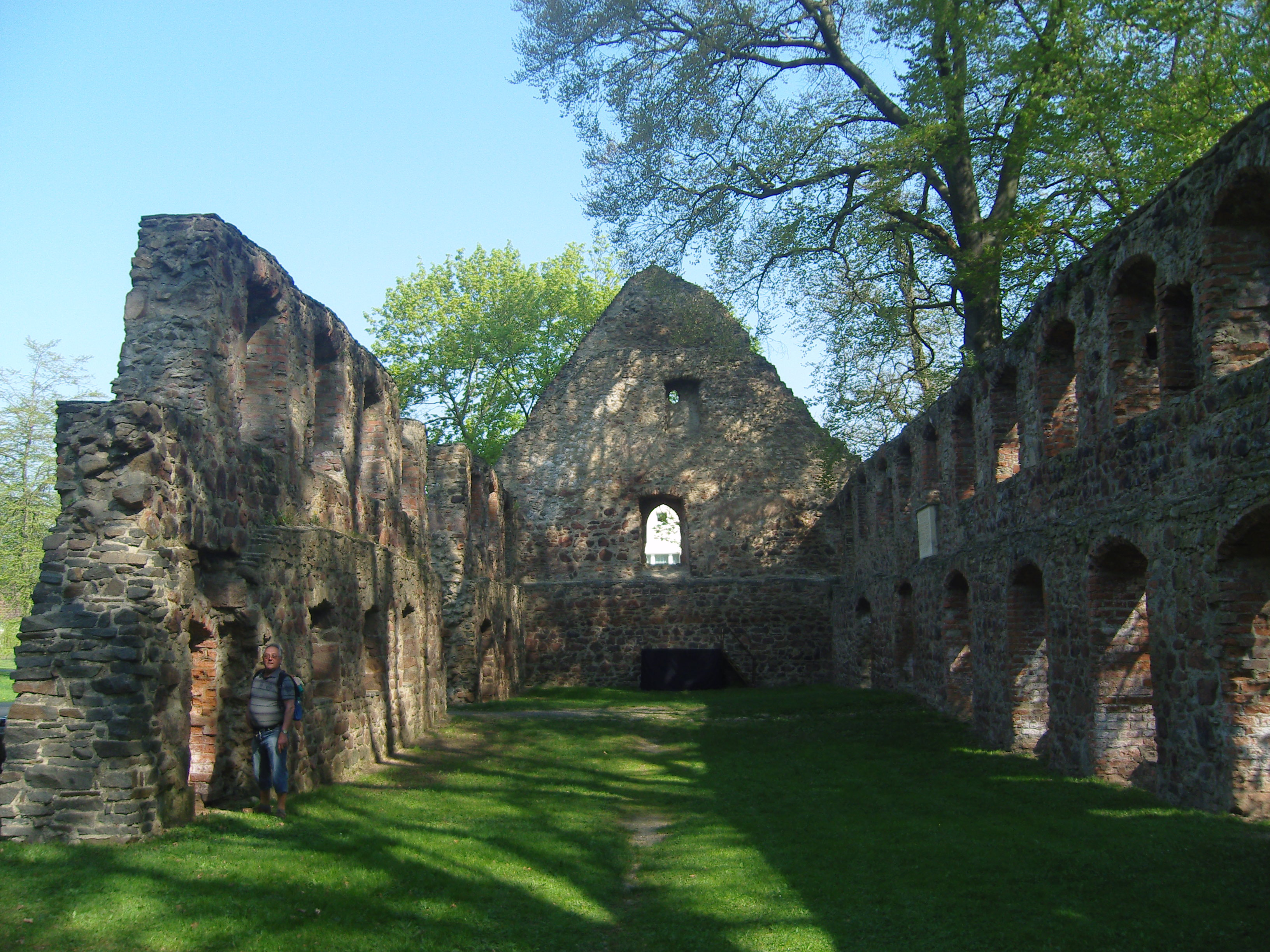
Ruïne Klooster Nimbschen, waar Catharina van Bora non was, voor haar huwelijk met Maarten Luther
Plattegrond van Grimma, ca. 1750
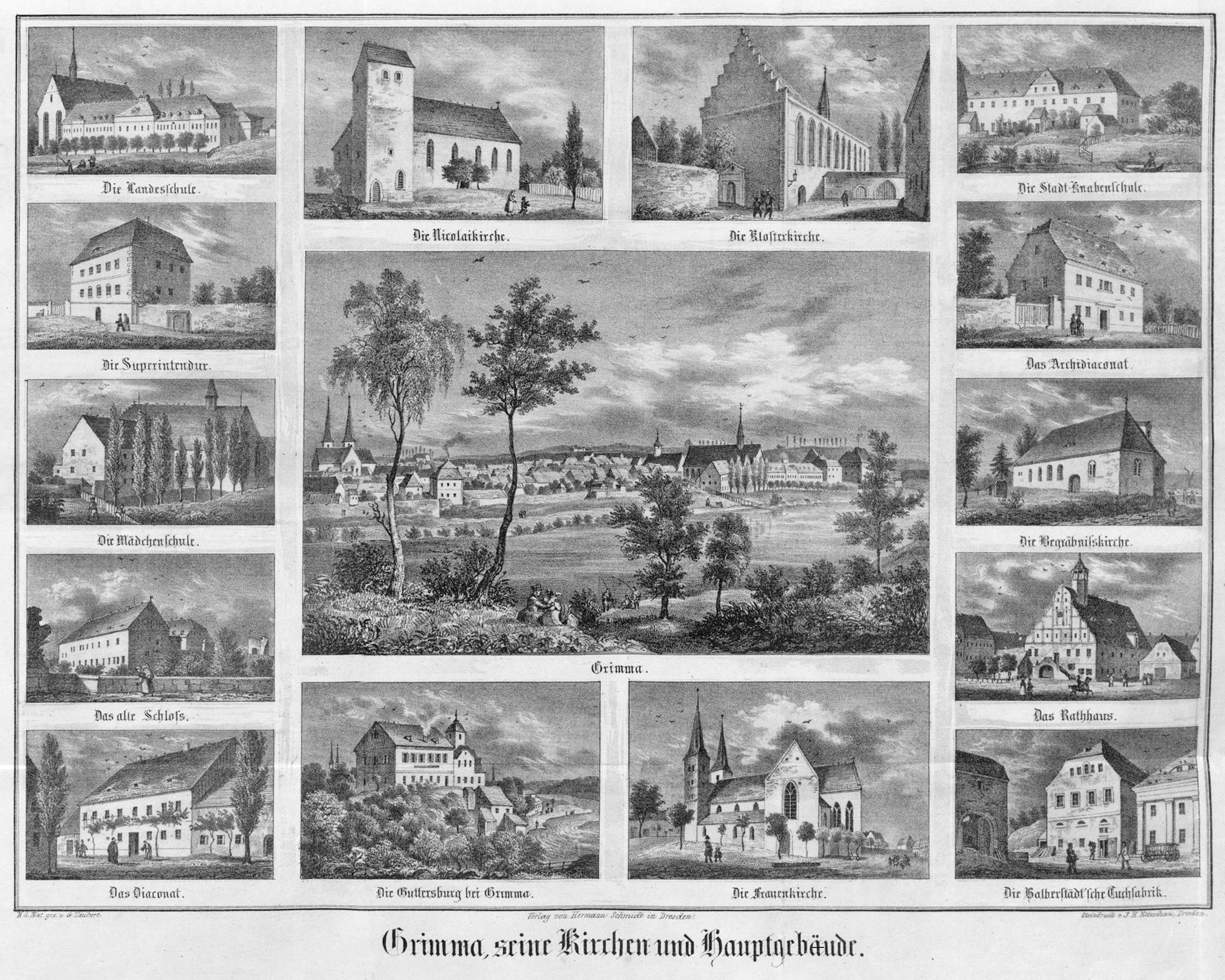
Toeristische reclameplaat voor Grimma's bezienswaardigheden, 1840
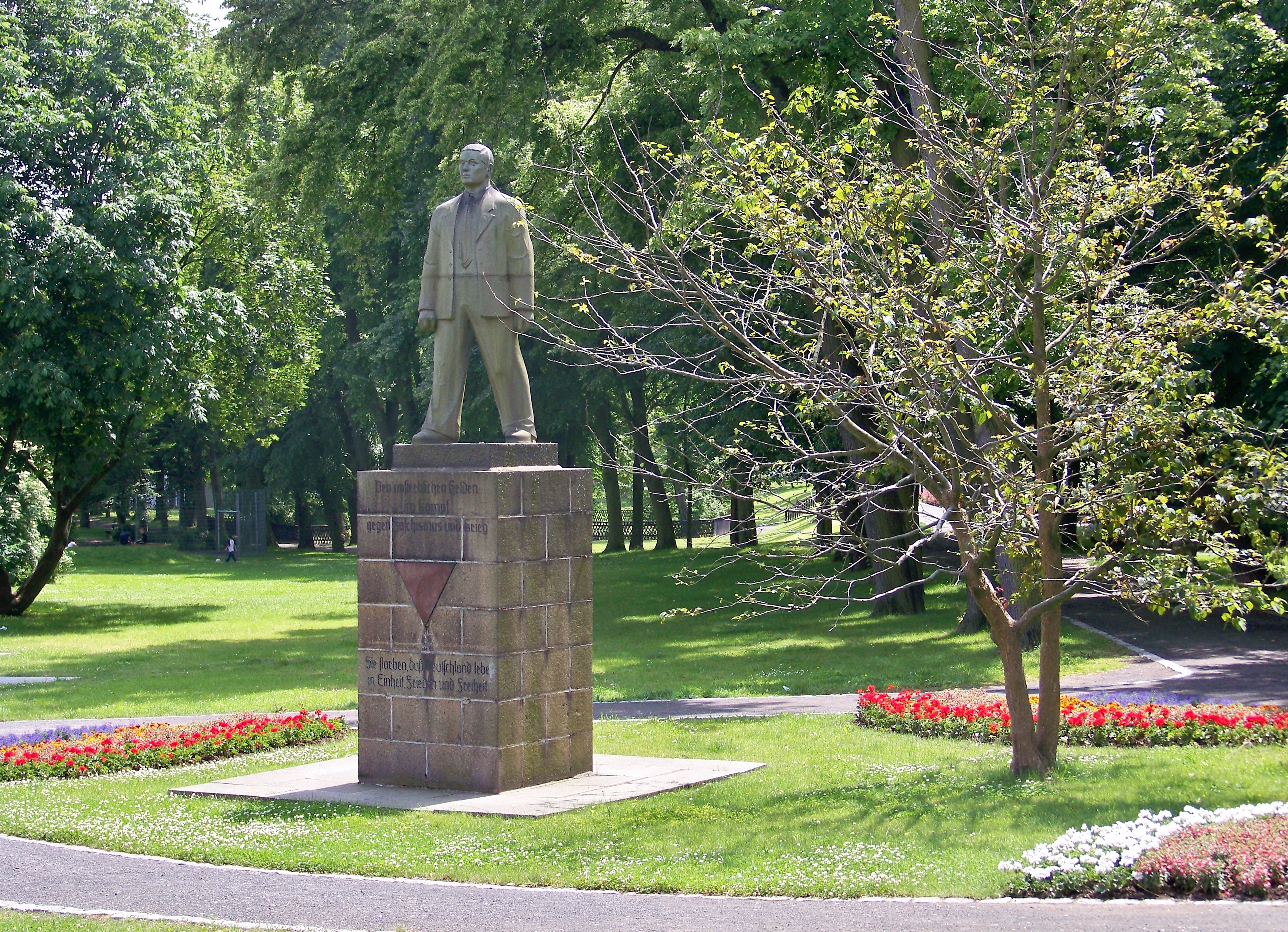
Monument slachtoffers WO II
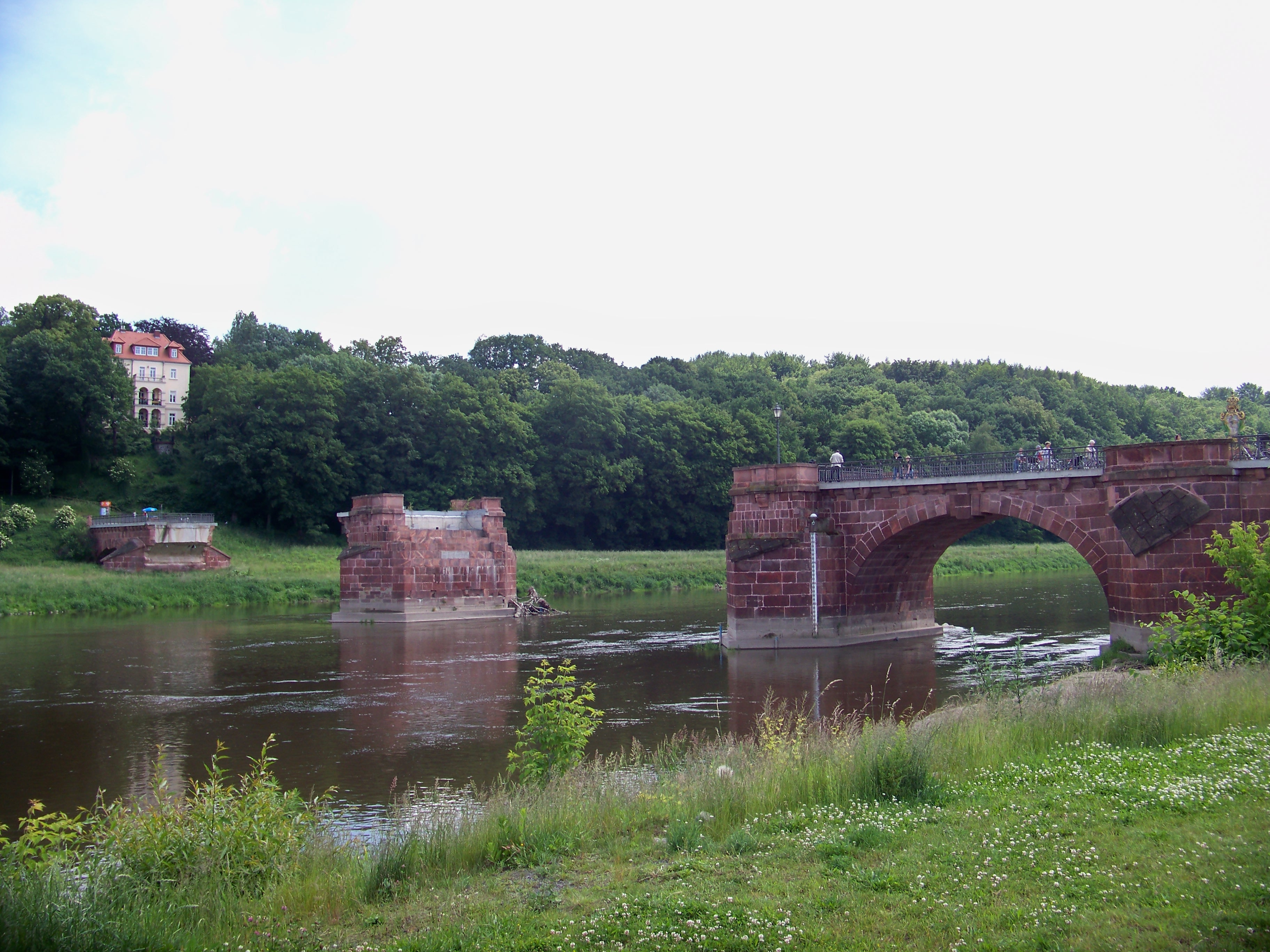
Pöppelmannbrug over de Mulde na de overstromingsramp van 2002
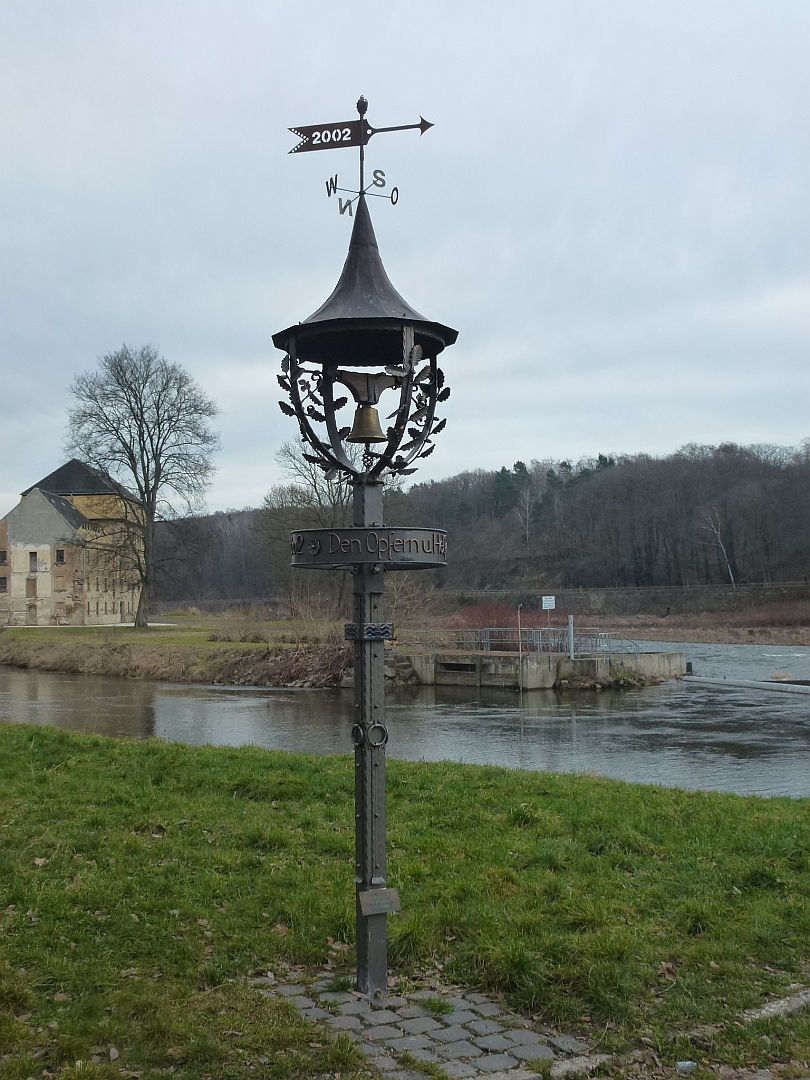
Monument overstromingsramp 2002
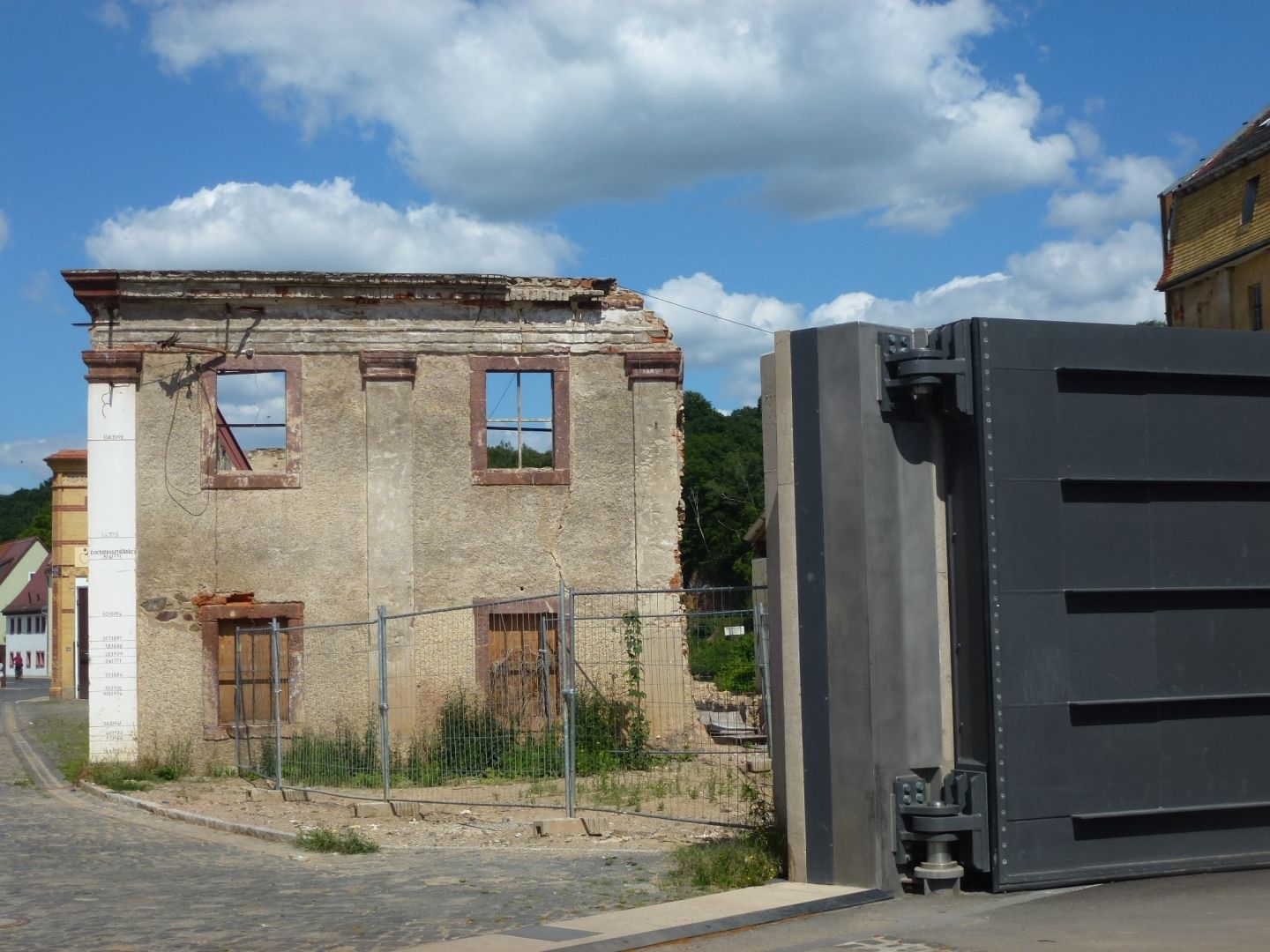
Molenruïne, hoogwaterdeur van na 2013

Grimma ligt in een streek, waar vanaf het Neolithicum af vrijwel voortdurend  mensen hebben gewoond. Archeologisch onderzoek heeft artefacten, graf- en bewoningssporen uit veel verschillende tijdperken aan het licht gebracht, waaronder resten van ringwallen, zelfs zo oud als uit de tijd van de Úněticecultuur (Vroege Bronstijd, circa 2000 v.Chr.). 
Vermoedelijk in de 6e of 7e eeuw vestigden zich hier tot Slavische volkeren behorende mensen, die op strategische plekken aan de Mulde één of twee ringwalburchten bouwden. De plaatsnaam Grimma is waarschijnlijk van een uit een Slavische taal afkomstig woord grim voor: land tussen laaggelegen moerassen afgeleid. 
In de 12e eeuw vestigden zich hier Duitse en Vlaamse kolonisten; in 1170 zou Otto II van Meißen, markgraaf van Meißen, hier aan de Mulde een stad hebben laten stichten en ook over de rivier een brug hebben laten bouwen. Er ontstond ook een nieuw kasteel. Deze nederzetting, het huidige Grimma, verkreeg stadsrechten in 1220. In de 14e en de eerste decennia van de 15e eeuw was Grimma een bloeiende handelsstad, enige tijd lang op Leipzig na de belangrijkste van het Hertogdom Saksen-Wittenberg en het opvolgende Keurvorstendom Saksen (1423-1485).
In de 15e eeuw was Grimma enige tijd mede-residentie van het Keurvorstendom Saksen (1485-1547).
In de eerste helft van de 16e eeuw werd de Reformatie doorgevoerd. Sedertdien is een overgrote meerderheid van de christenen in de gemeente  evangelisch-luthers.  Dit geldt, tenzij anders vermeld,  ook voor de in dit artikel genoemde kerkgebouwen.
In 1719 kwam de door de beroemde barok-architect Matthäus Daniel Pöppelmann ontworpen brug over de Mulde gereed.
In de Tweede Wereldoorlog, vooral in 1943, werd Nerchau, waar enige industrie gevestigd was, door geallieerde luchtaanvallen zwaar beschadigd.  Grimma zelf liep geen grote schade op.
In de DDR-periode (1949-1990) was te Grimma en Nerchau een aantal middelgrote industriële bedrijven gevestigd, waarvan alleen de verffabriek in Nerchau en een papierfabriek bij Bahren de Duitse hereniging, gevolgd door de economische herstructurering in Westerse zin, wisten te doorstaan. In de DDR-periode deden zich bij de verffabriek enige bedrijfsongevallen voor, o.a. kwamen gevaarlijke chemicaliën daarbij vrij. De omvang van deze milieuschade is nooit exact bepaald. In een lus van de Mulde, bij Bahren en de Muldebrug van Golzern, staat nog steeds de ruïne van de grote papierfabriek. Dit bedrijf werd bij de overstromingsramp van 2013 verwoest.
In 2002 en 2013 liep Grimma grote materiële schade op  door sterke overstromingen. Een ingestorte brug over de Mulde werd herbouwd, en speciale, zowel boven- als ondergrondse, waterkeringen zijn na 2013 aangelegd.

## Bezienswaardigheden
- Grimma  beschikt over een  goed bewaard gebleven historische binnenstad.
- Wie bij het centrum met het pontveer de Mulde oversteekt, komt in het fraaie, parkachtige bos Stadtwald.
- Zowel in de stad Grimma zelf als in de dorpen eromheen (in de bovenstaande lijst van stadsdelen  met de letter K gemerkt) staan verscheidene kunsthistorisch of architectonisch interessante, soms eeuwenoude, kerkgebouwen. 
  - De aan de omstreeks 1200 gebouwde westzijde romaanse, en aan de later gebouwde oostzijde gotische, O.L. Vrouwekerk (Frauenkirche) bezit een altaarstuk uit omstreeks 1510. De beide kerktorens zijn 46 meter hoog.
  - De 14e-eeuwse voormalige, Kloosterkerk St. Augustinus, naast het gymnasium, is als concertzaal en tentoonstellingsruimte in gebruik. Incidenteel worden er nog evangelisch-lutherse kerkdiensten gehouden.
- Op twee kilometer ten zuidoosten van Grimma, aan de Mulde, ligt het gehucht Nimbschen. Hier staat de ruïne van het cisterciënzer klooster, waar Katharina von Bora non was, voordat zij in 1523 met acht andere kloosterzusters ontvluchtte en later trouwde met Maarten Luther. Naast de kloosterruïne, waar een wandelroute langs loopt, staat een in 2017, ter gelegenheid van de 500e jaardag van de Reformatie, gebouwde kapel, en een modern hotel met vergaderfaciliteiten. In het hier vlakbij gelegen bos Klosterholz is het goed wandelen.
- Het voormalige kasteel van Grimma, dat bij de overstroming van 2002 zwaar werd beschadigd, leent zich niet voor bezichtiging. Het van oorsprong 13e-eeuwse gebouwencomplex werd diverse malen, o.a. in de 15e en 16e eeuw, ingrijpend verbouwd. Het kasteel huisvest een Amtsgericht en een kantoor van het Openbaar Ministerie Leipzig.
- Door de gemeente lopen enige langeafstands-fietsroutes, o.a. langs de Mulde en over de voormalige spoorlijn  naar Wurzen.  Deze laatste route is ook geschikt voor inline-skaters.
- Het 13.000 hectare grote bosgebied Wermsdorfer Forst ligt ten dele in het uiterste oosten van de gemeente (bij Fremdiswalde en Mutzschen). In het bos liggen enkele meertjes, die ten dele voor recreatie worden gebruikt. Het is een productiebos; wandelen is er slechts beperkt mogelijk. Een kleiner, soortgelijk bos, het Tümmlitzwald, ligt direct ten oosten van Kössern en Förstgen.
- Bij Döben, Golzern, Dorna en Schmorditz strekt zich, in de dalen van de Mulde en enkele zijbeekjes een natuurreservaat uit. Dit draagt de naam Naturschutzgebiet Döbener Wald en omvat ook enige percelen ooibos.
- Het kasteel van Mutzschen, met poortwachtershuis, aan de westkant van het stadje, is in gebruik als hotel en restaurant. Het horecabedrijf (MotoSoul) richt zich specifiek op motorrijders (bikers). In het 6 hectare grote kasteelpark is een camping (glamping) in ontwikkeling.
- De Smidse van Kaditzsch is een historische boerderij, waar kunstenaars in talrijke verschillende disciplines kunnen verblijven om er te werken en te exposeren of op te treden. Anno 2023 is het ook een bescheiden hotel.
- Tussen Kaditzsch en het ten zuidwesten daarvan gelegen Höfgen ligt het Jutta-Park, met o.a. een beeldentuin en een uitzichttoren.
- De beroemde geleerde, en winnaar van de Nobelprijs voor Scheikunde 1909, Wilhelm Ostwald, had direct ten noorden van Großbothen, ten zuiden van Grimma, in 1901 een klein landgoed gekocht. Hier woonde hij van 1906 tot kort vóór zijn overlijden in 1932. Tegenwoordig is hier een klein, aan Ostwald en zijn wetenschappelijke werk gewijd, museum gevestigd, alsmede een congres- en seminar-centrum. Dit geheel draagt de naam Wilhelm-Ostwald-Park.
- In de gemeente zijn enkele interessante watermolens bewaard gebleven. Verder zijn er nog verscheidene andere kleine musea en galeries gevestigd. Onder andere is in de kerk van Zschoppach een bescheiden permanente expositie te zien over Johann von Staupitz, een goede vriend van Maarten Luther. Zie verder de website van de gemeente onder Sehenswürdigkeiten.

## Afbeeldingen

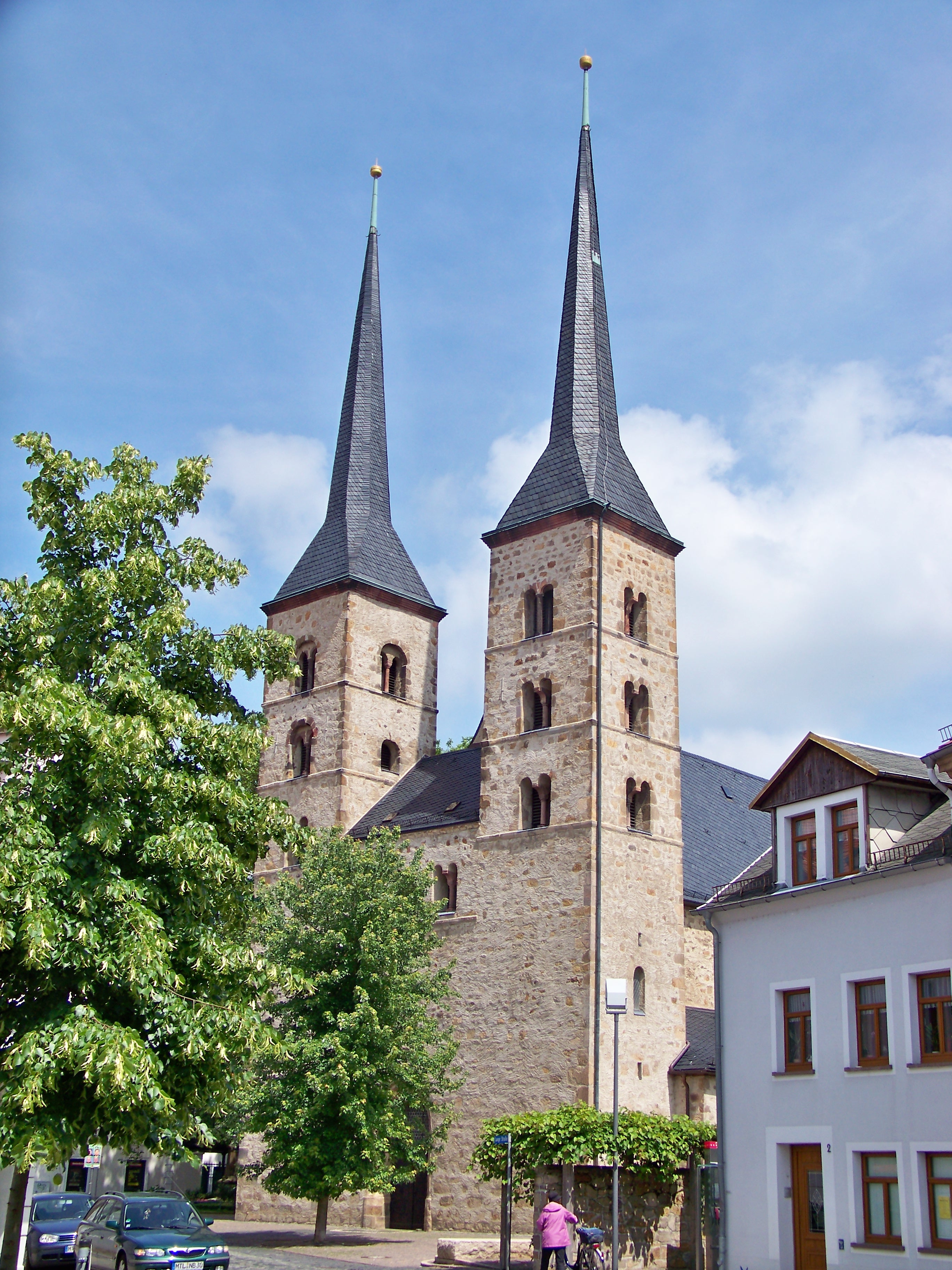
O.L. Vrouwekerk (Frauenkirche)
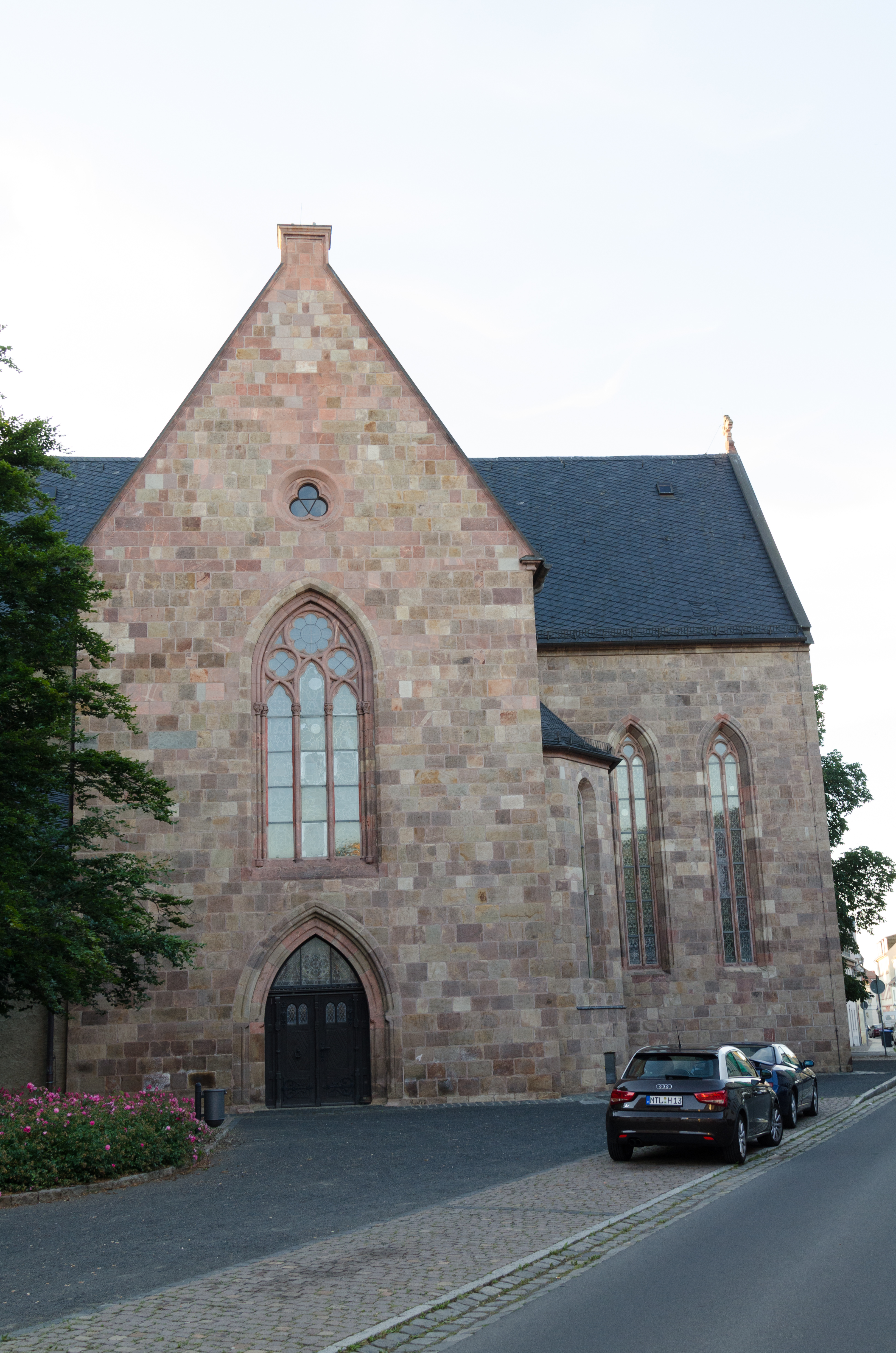
Gotisch dwarsschip van de Frauenkirche
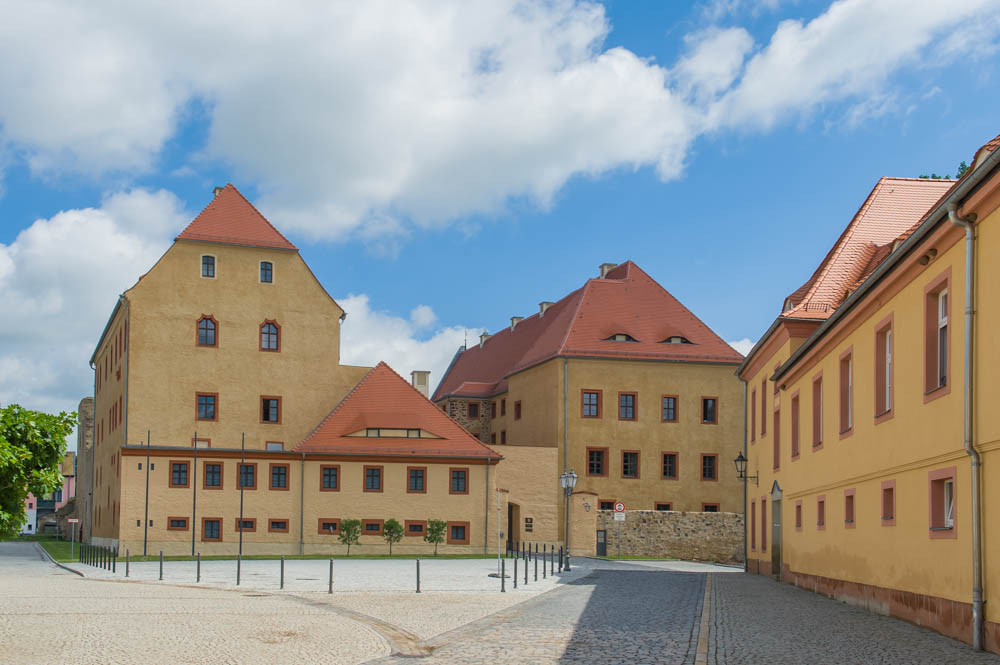
Kasteel te Grimma na de renovatie (foto uit 2013)
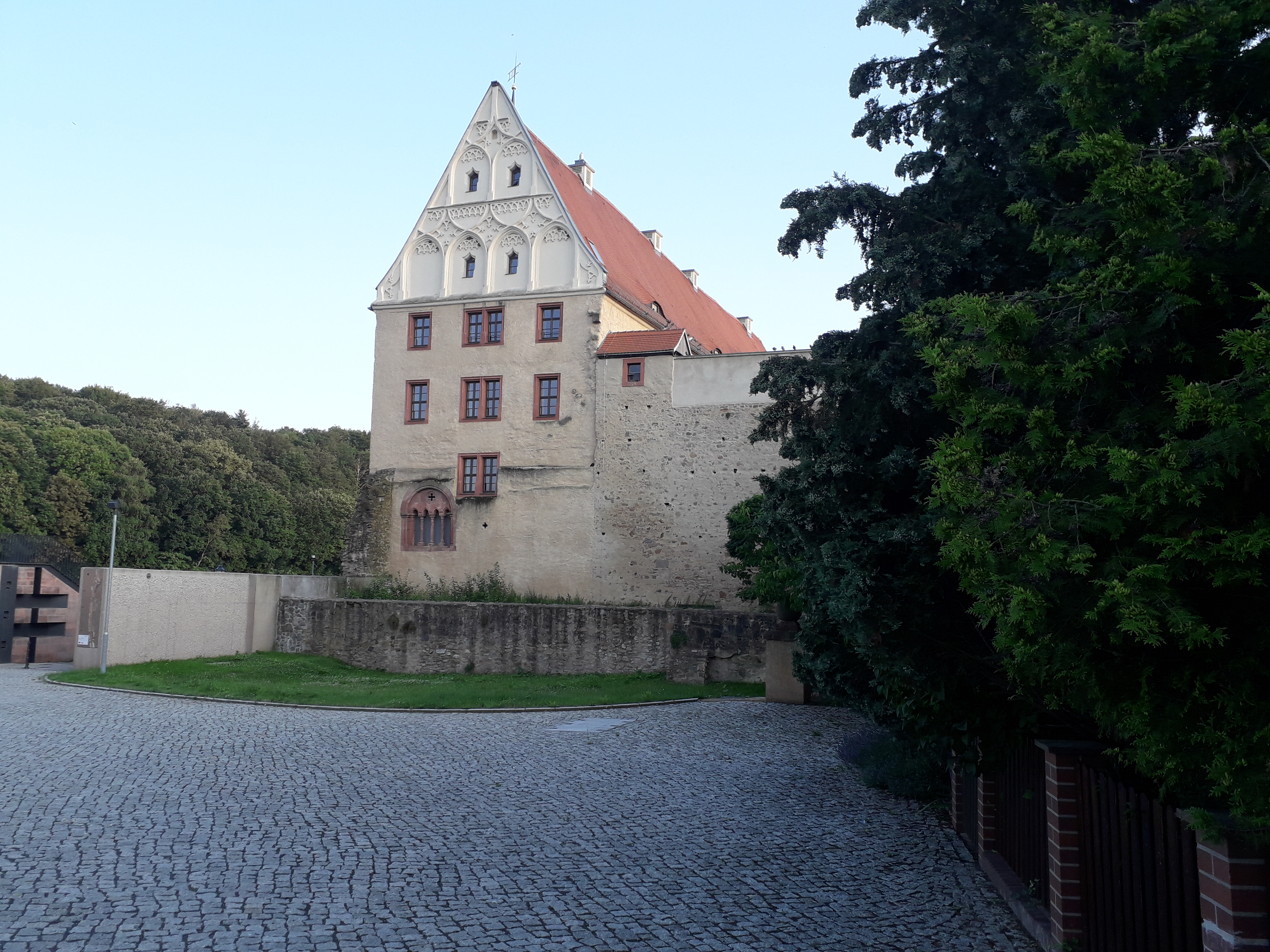
Idem, historische gevel
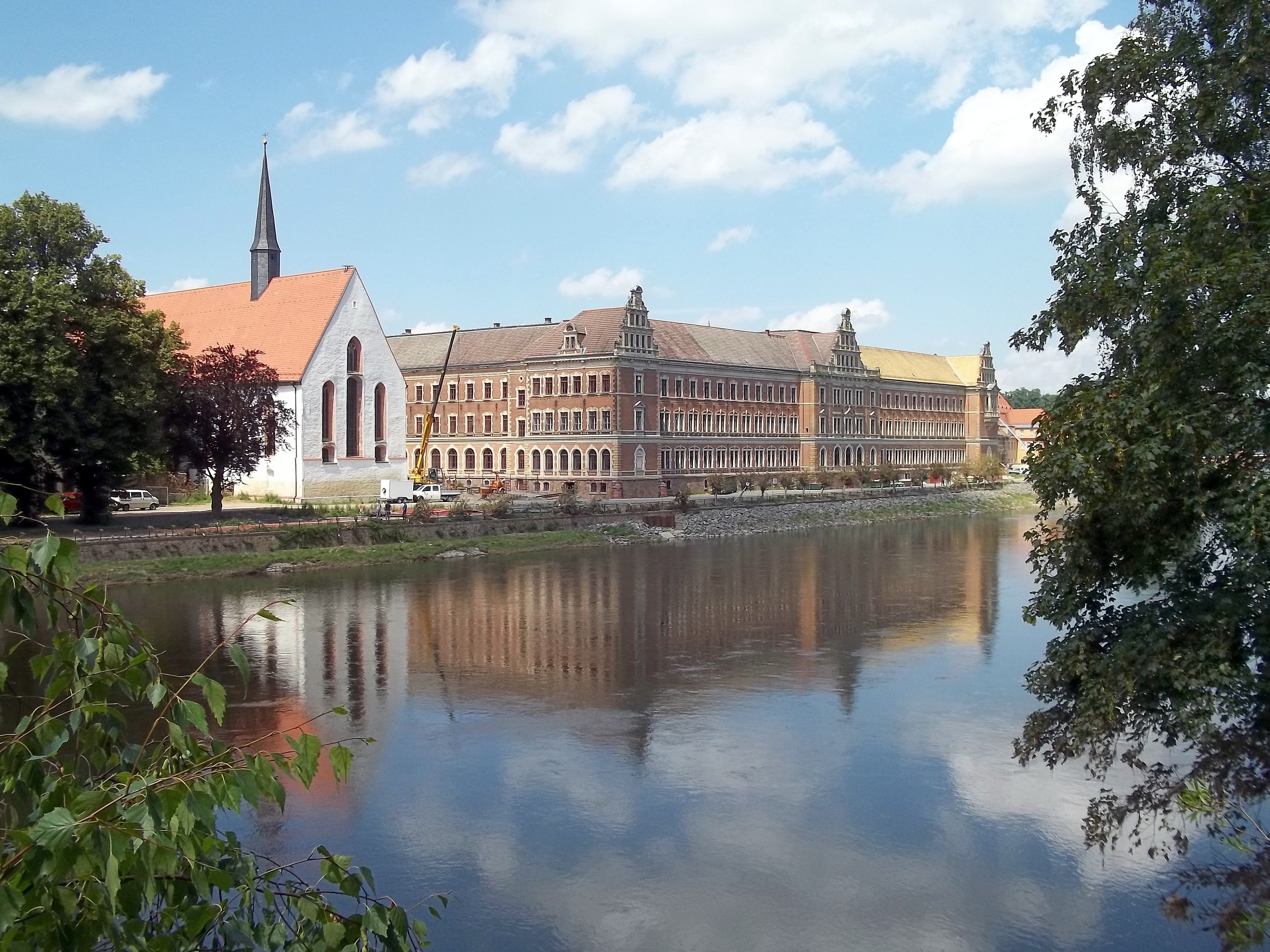
V.m. kloosterkerk, daarnaast de v.m. kloosterschool (Gymnasium St. Augustinus)
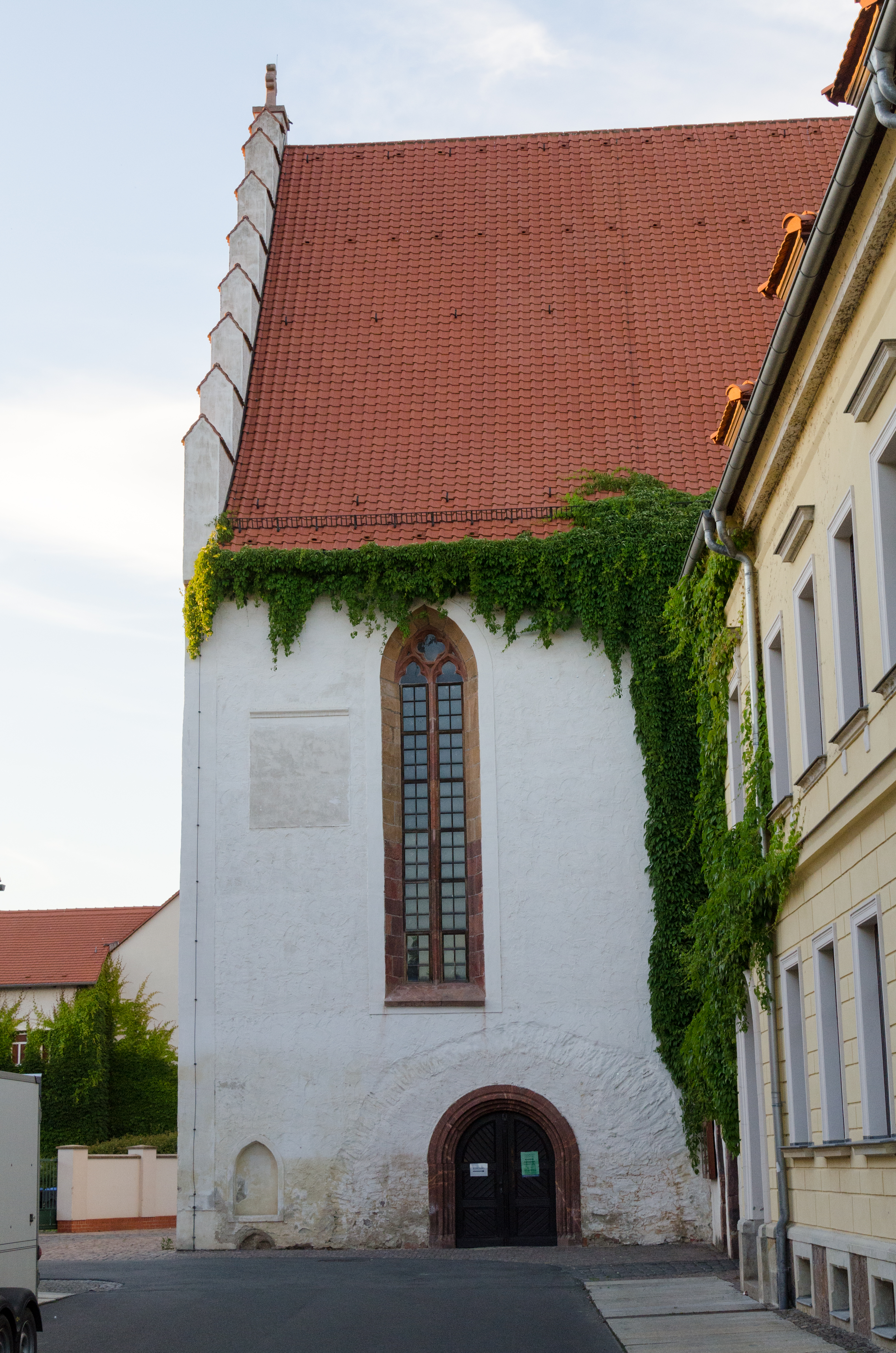
Zijkant kloosterkerk st. Augustin
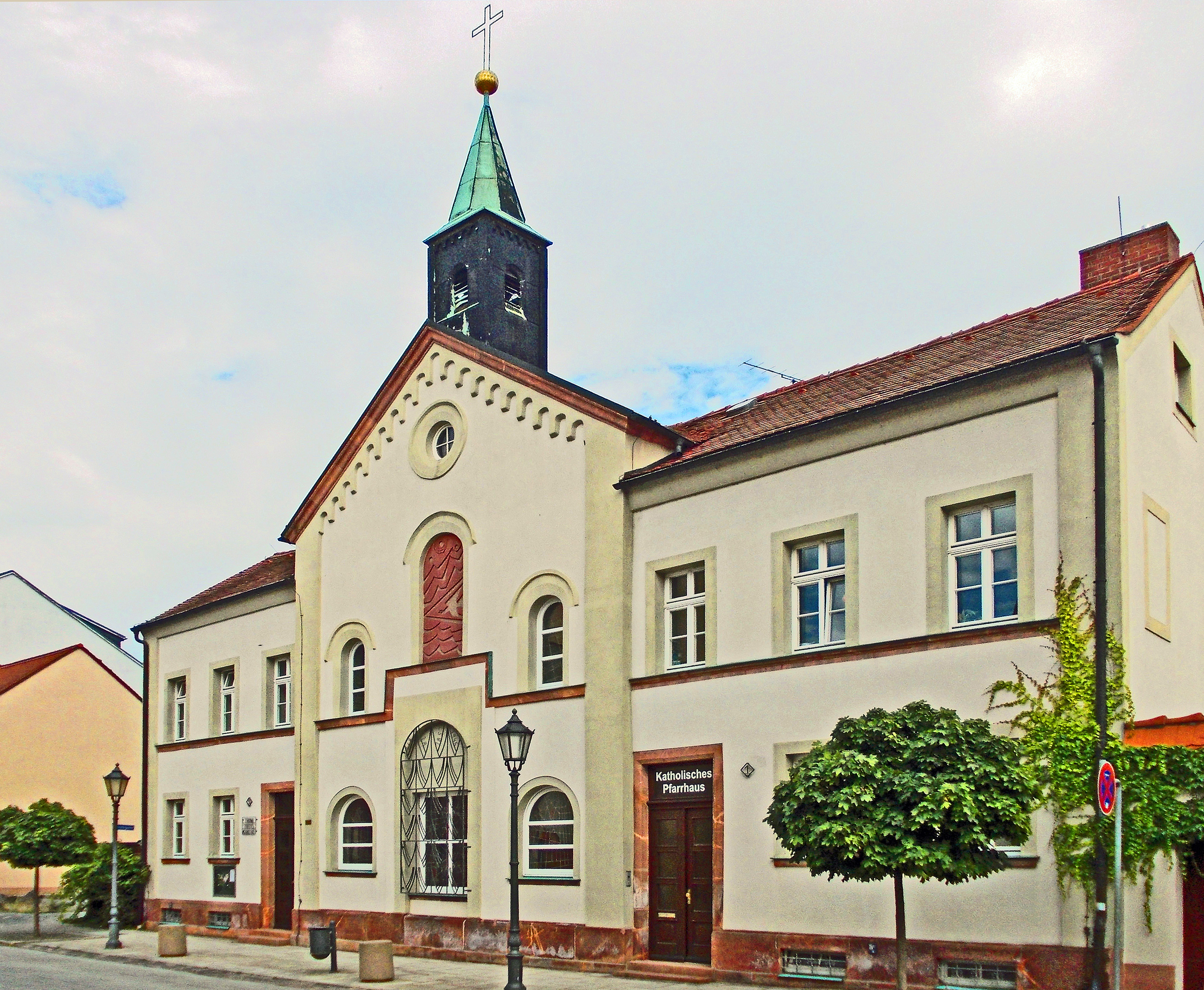
R.K. Trinitatiskerk (ingewijd in 1857)
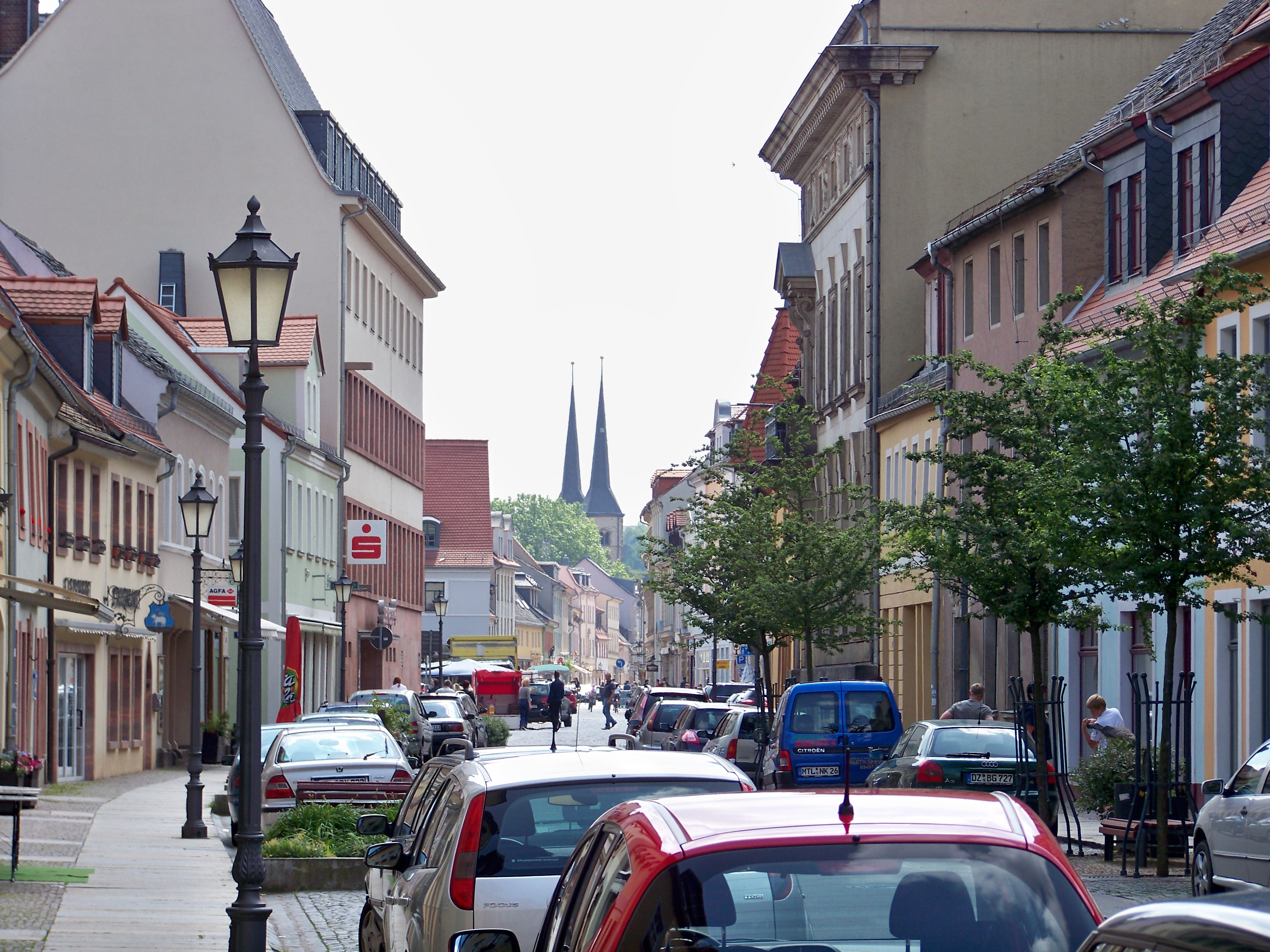
Winkelstraat midden in Grimma
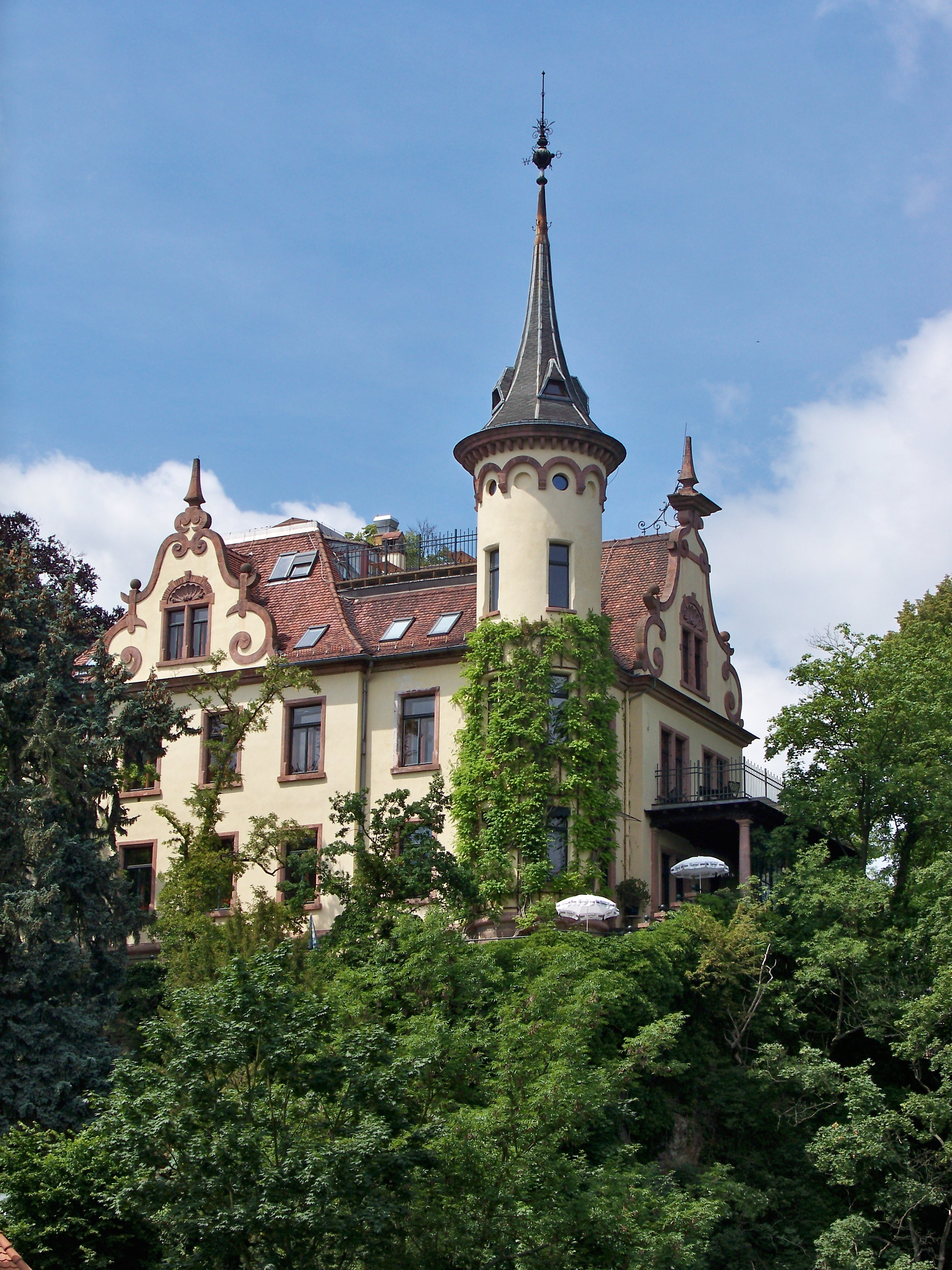
Hotel Schloss Gattersburg
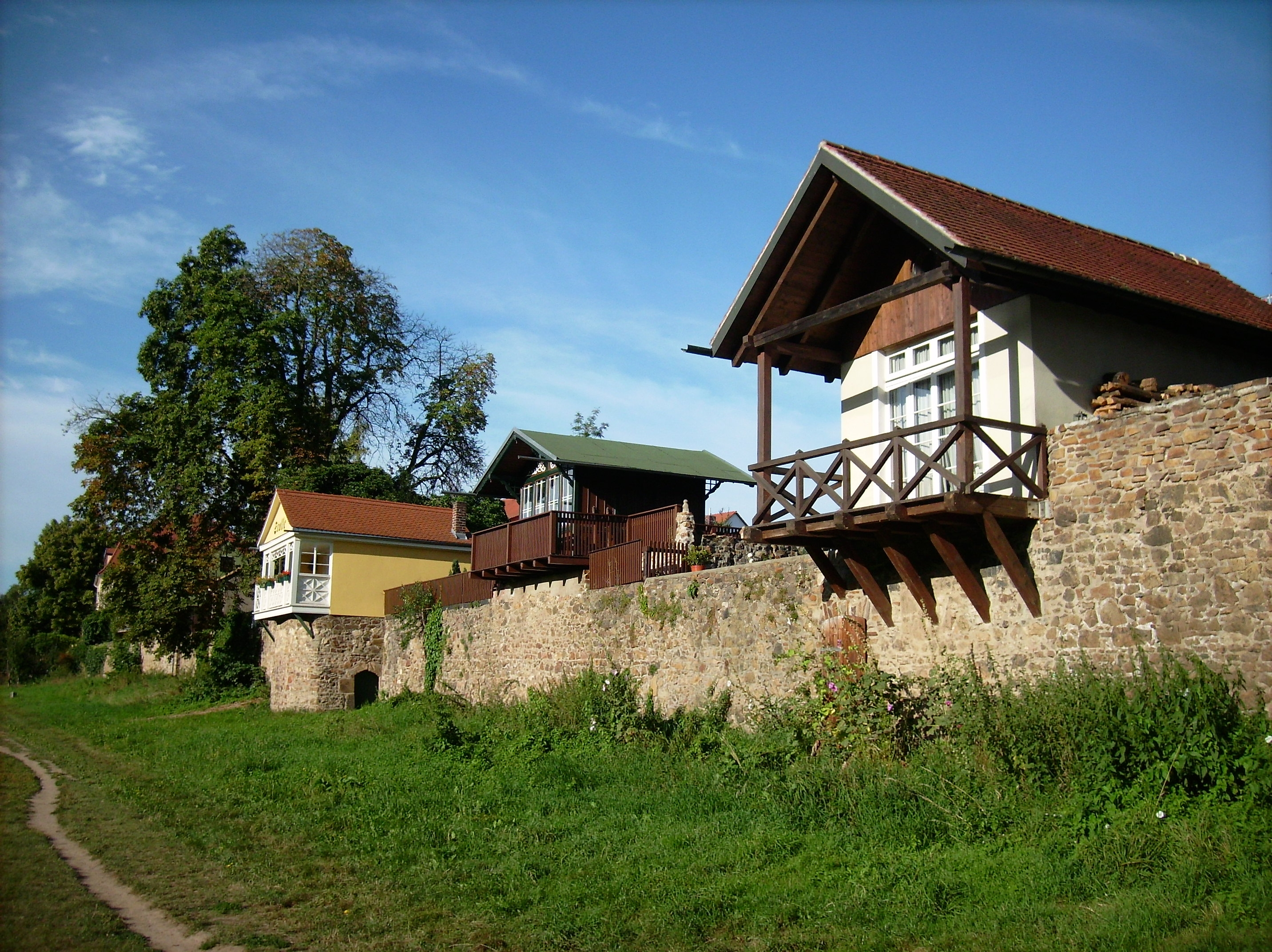
Oude stadsmuur met huisjes
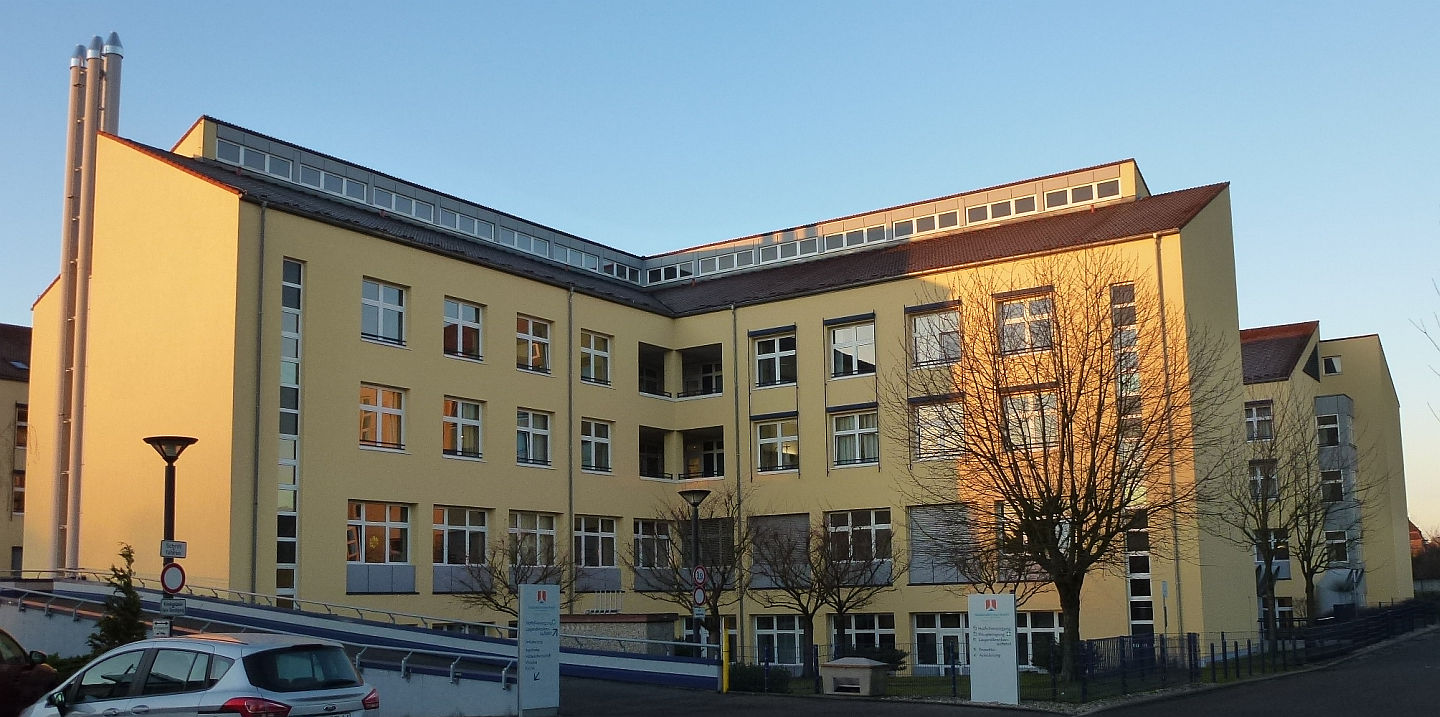
Ziekenhuis
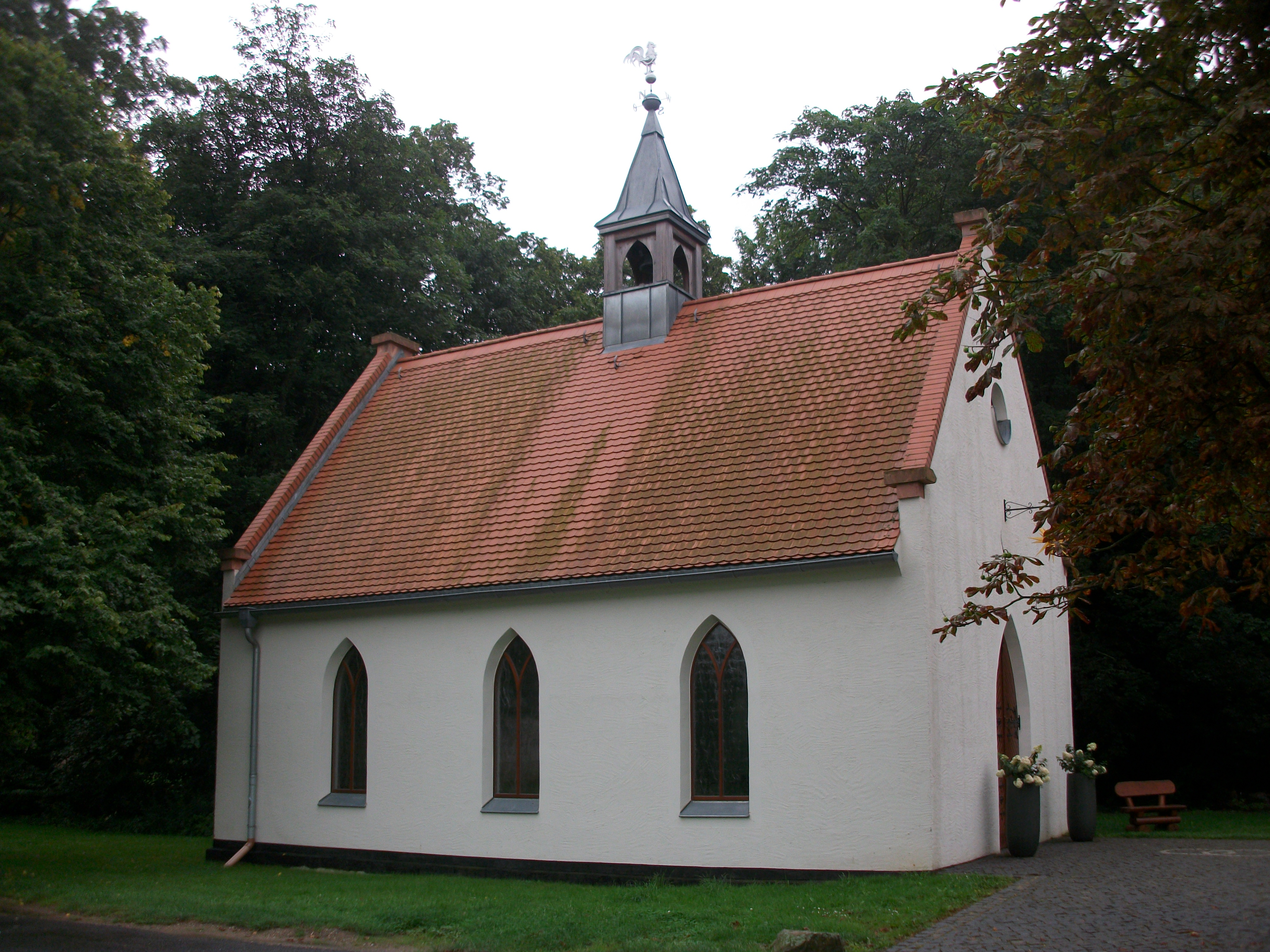
Kapel (2017) naast de kloosterruïne te Nimbschen
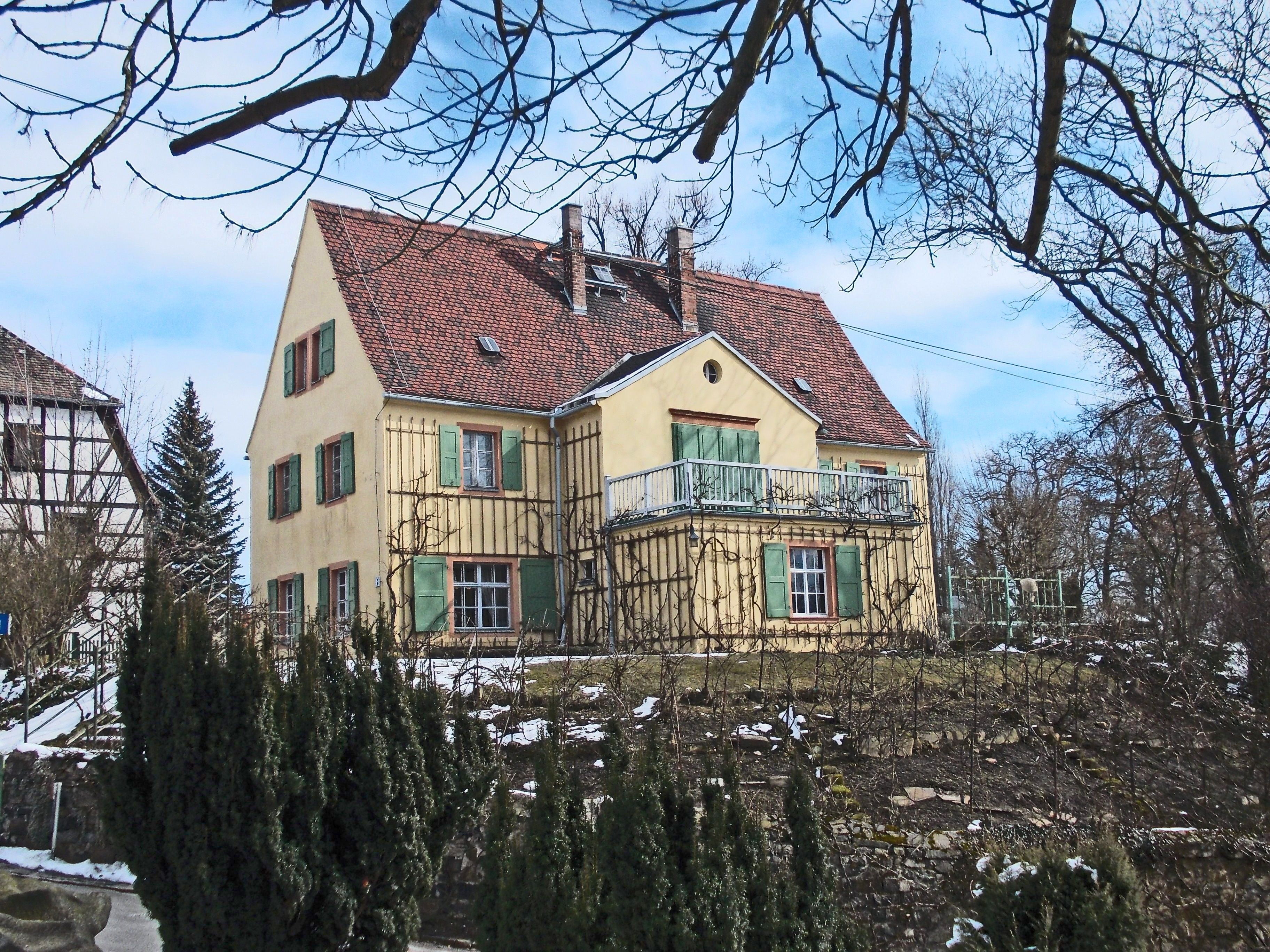
Grimma-Hohnstädt, Göschenhaus
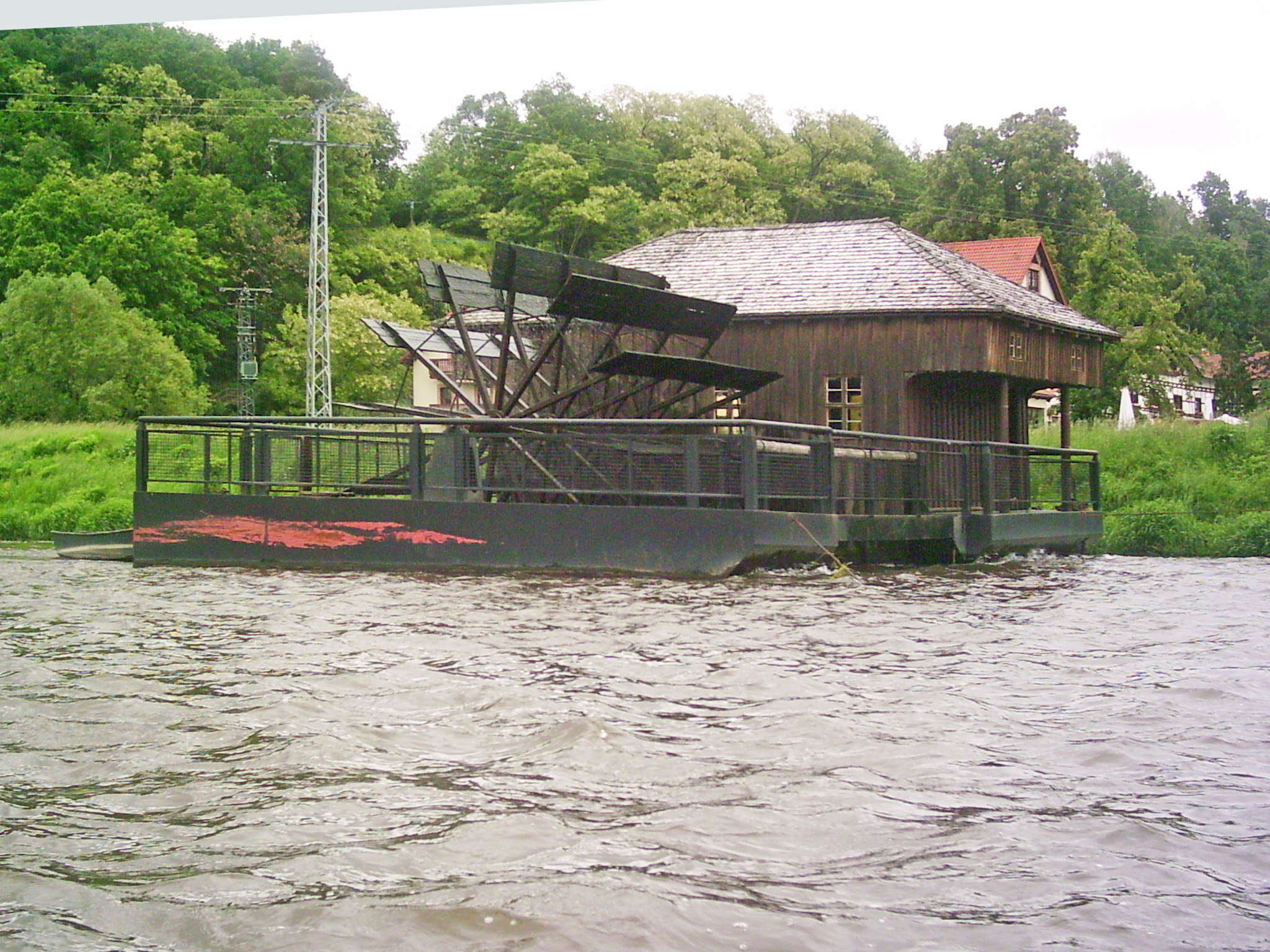
Schipmolen op de Mulde bij Höfgen
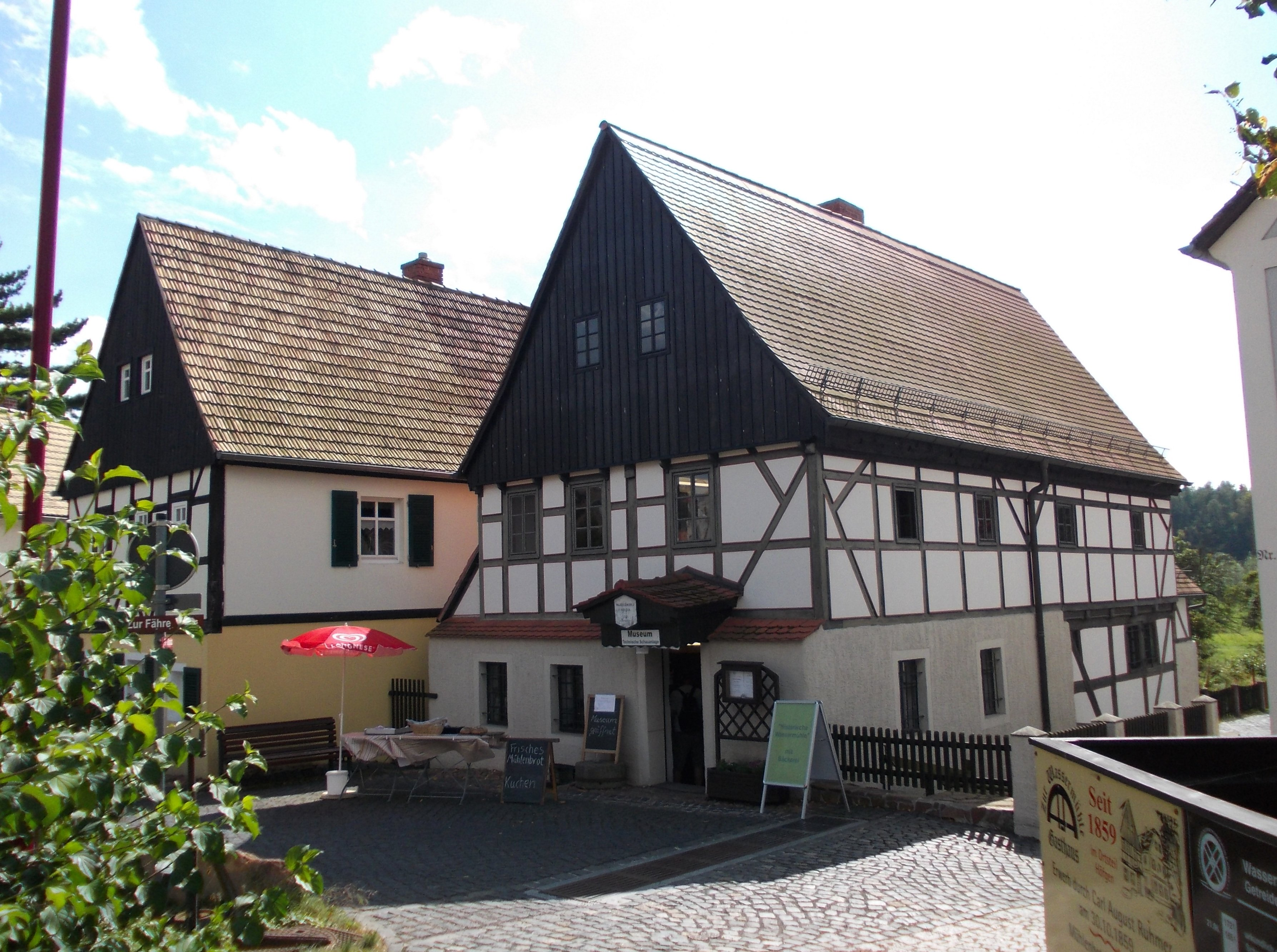
Voormalige watermolen te Höfgen
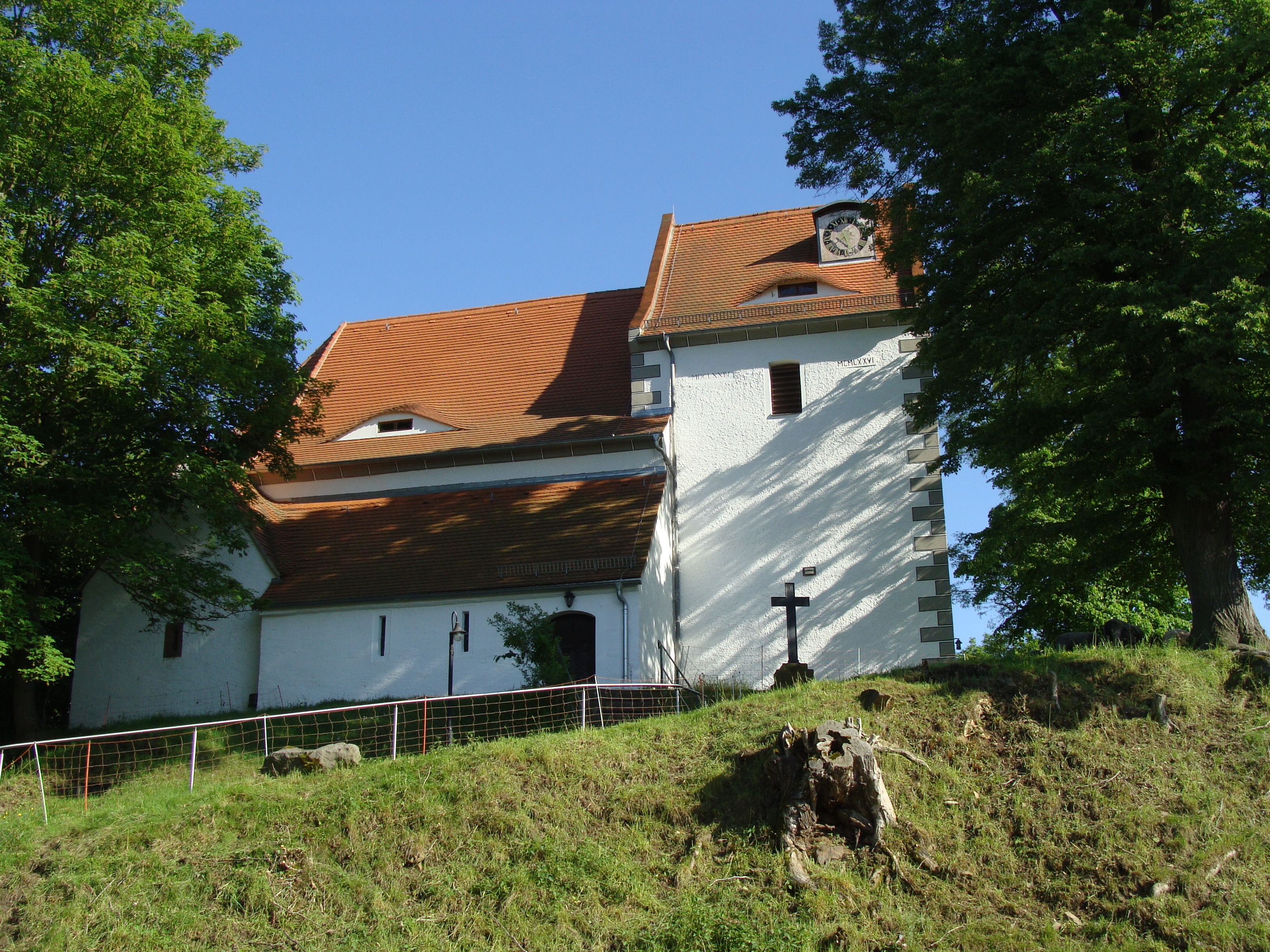
Kerk te Höfgen (12e-16e eeuw)
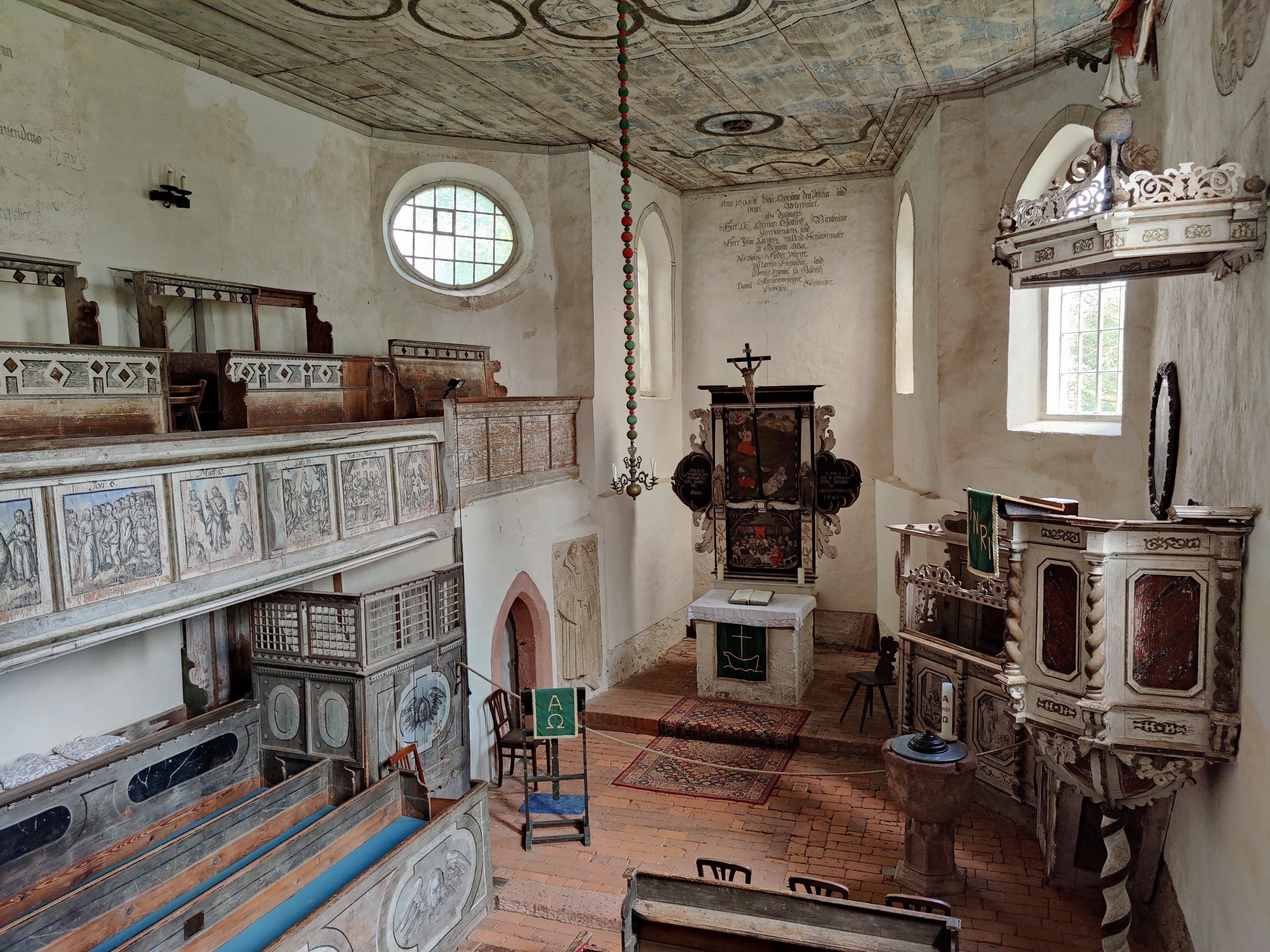
Interieur van dit kerkgebouw (2e helft 17e eeuw; plafondschilderingen uit 1695)
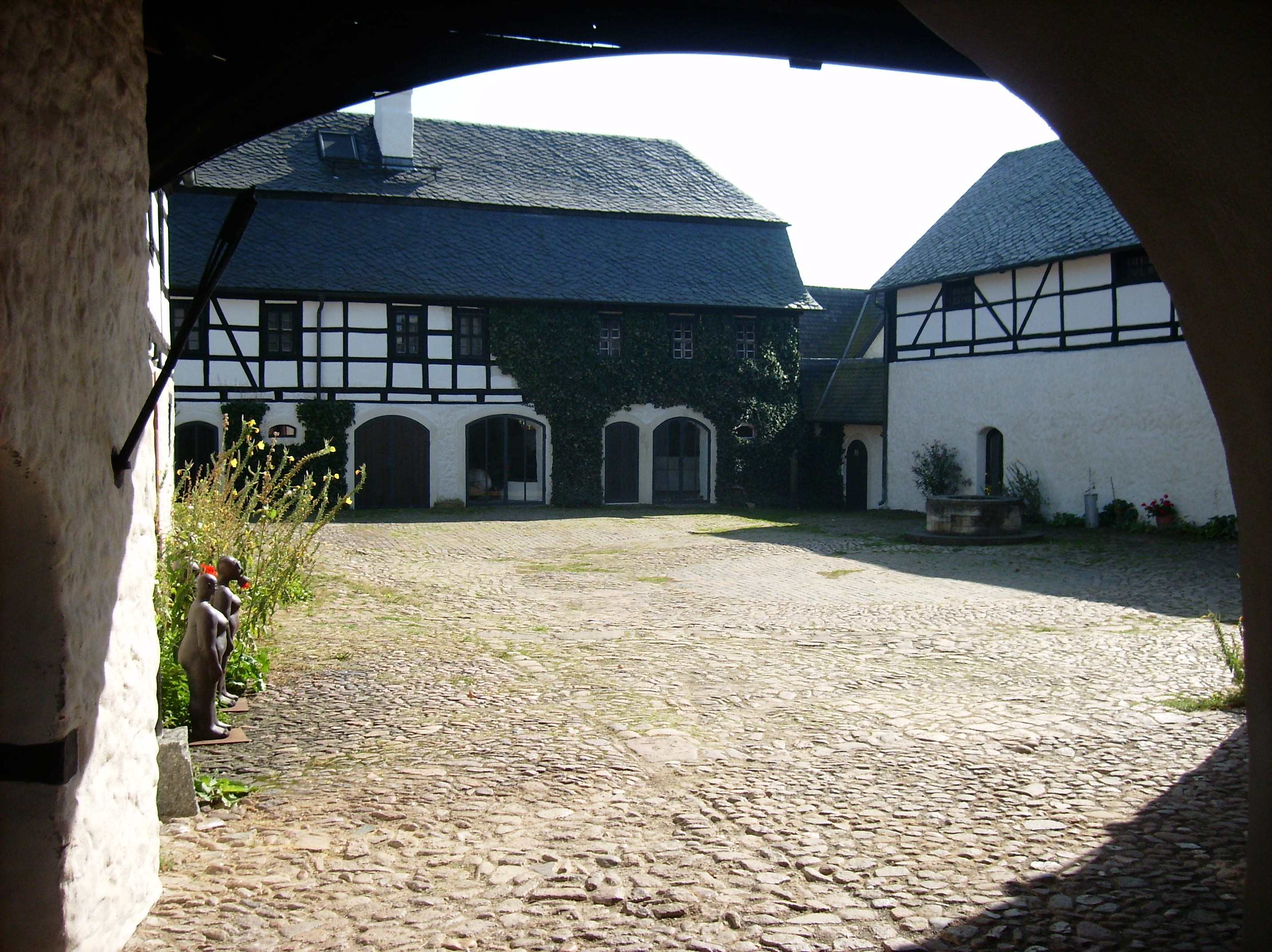
Smidse (Denkmalschmiede Höfgen) van Kaditzsch, bij Höfgen
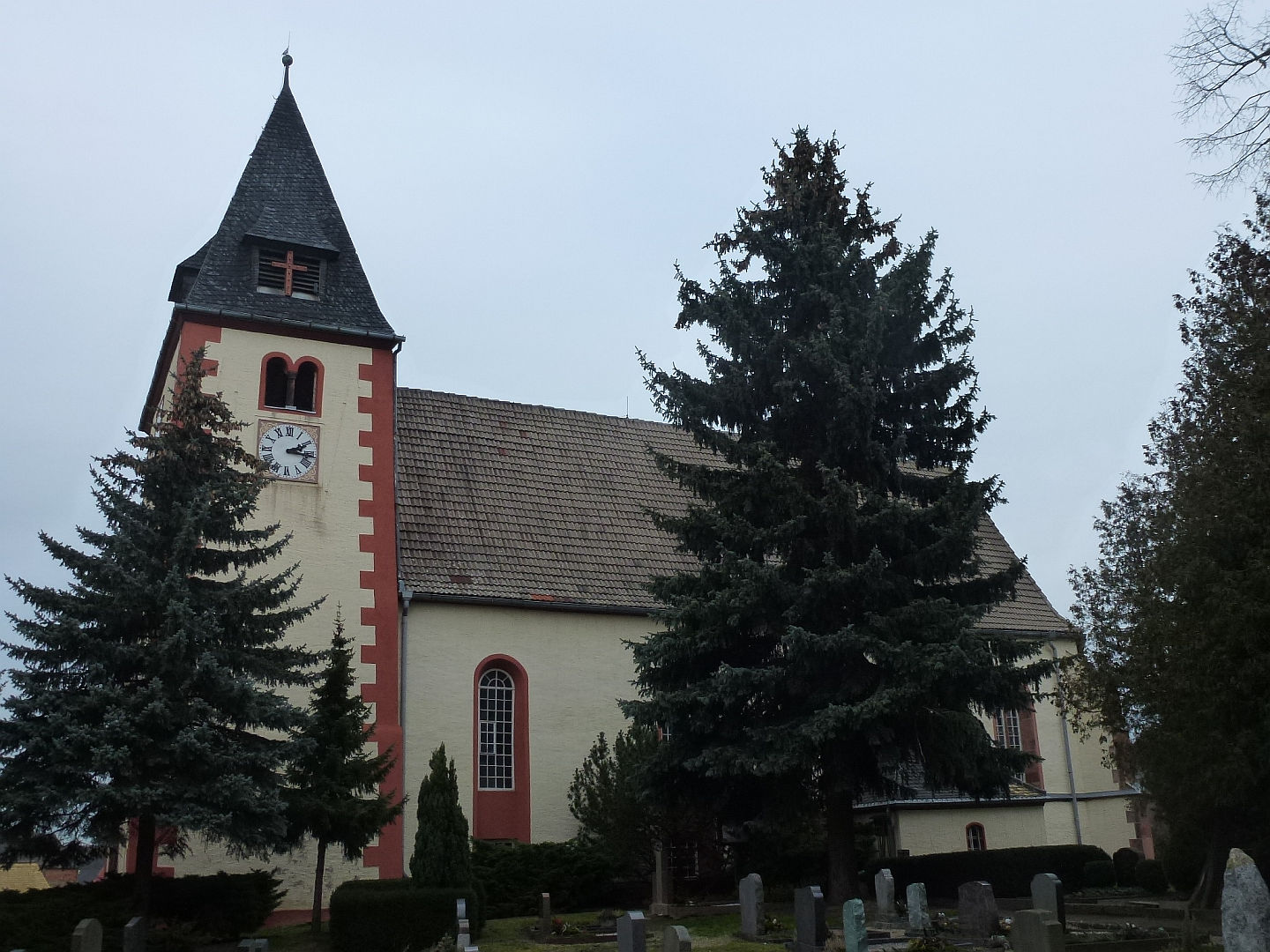
Dorpskerk Großbardau (deels 13e-, deels 16e-, deels 17e-eeuws)
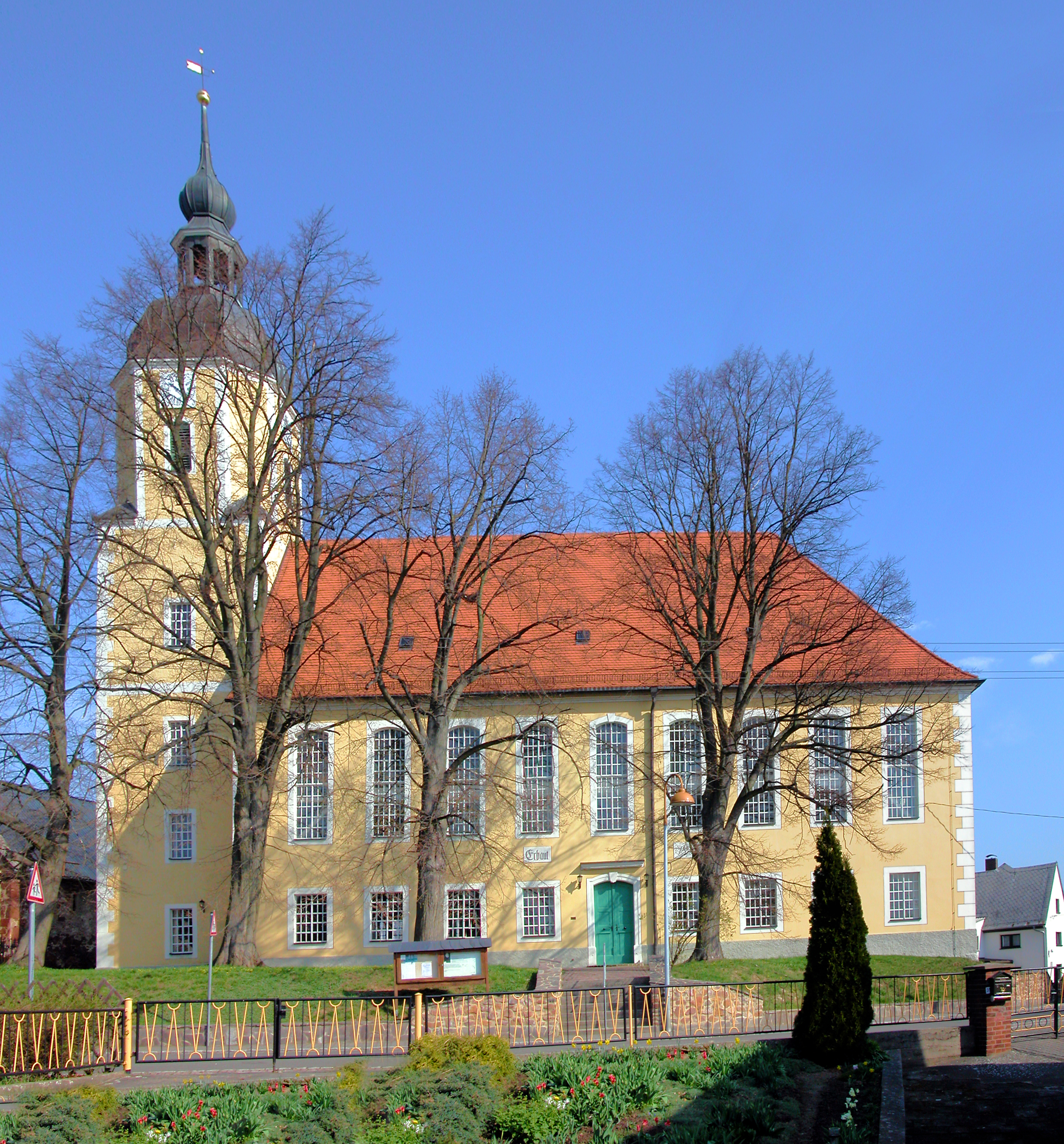
Dorpskerk te Zschoppach (1830; bouwstijl: classicisme)
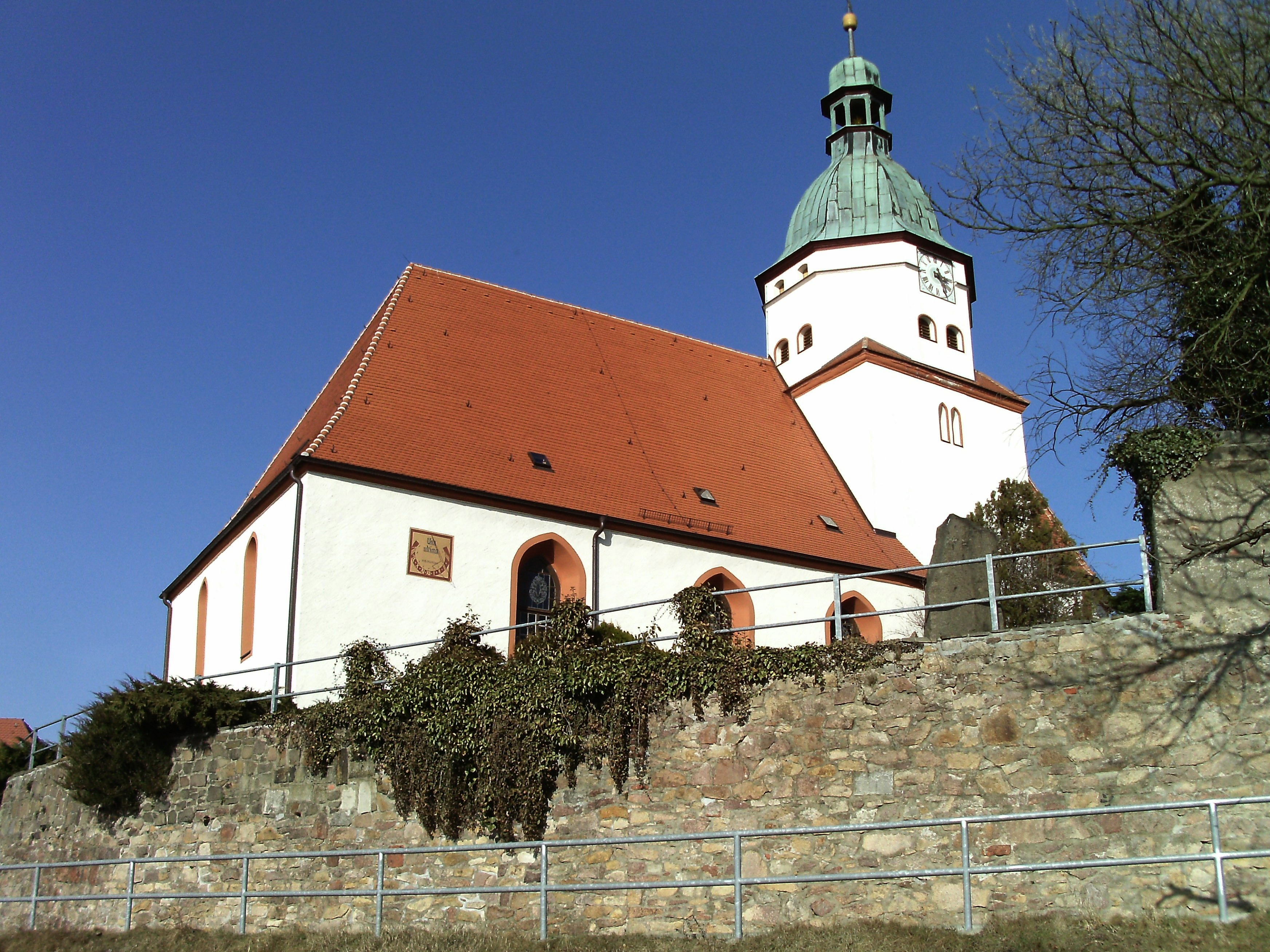
Dorpskerk te Döben (grotendeels anno 1696)
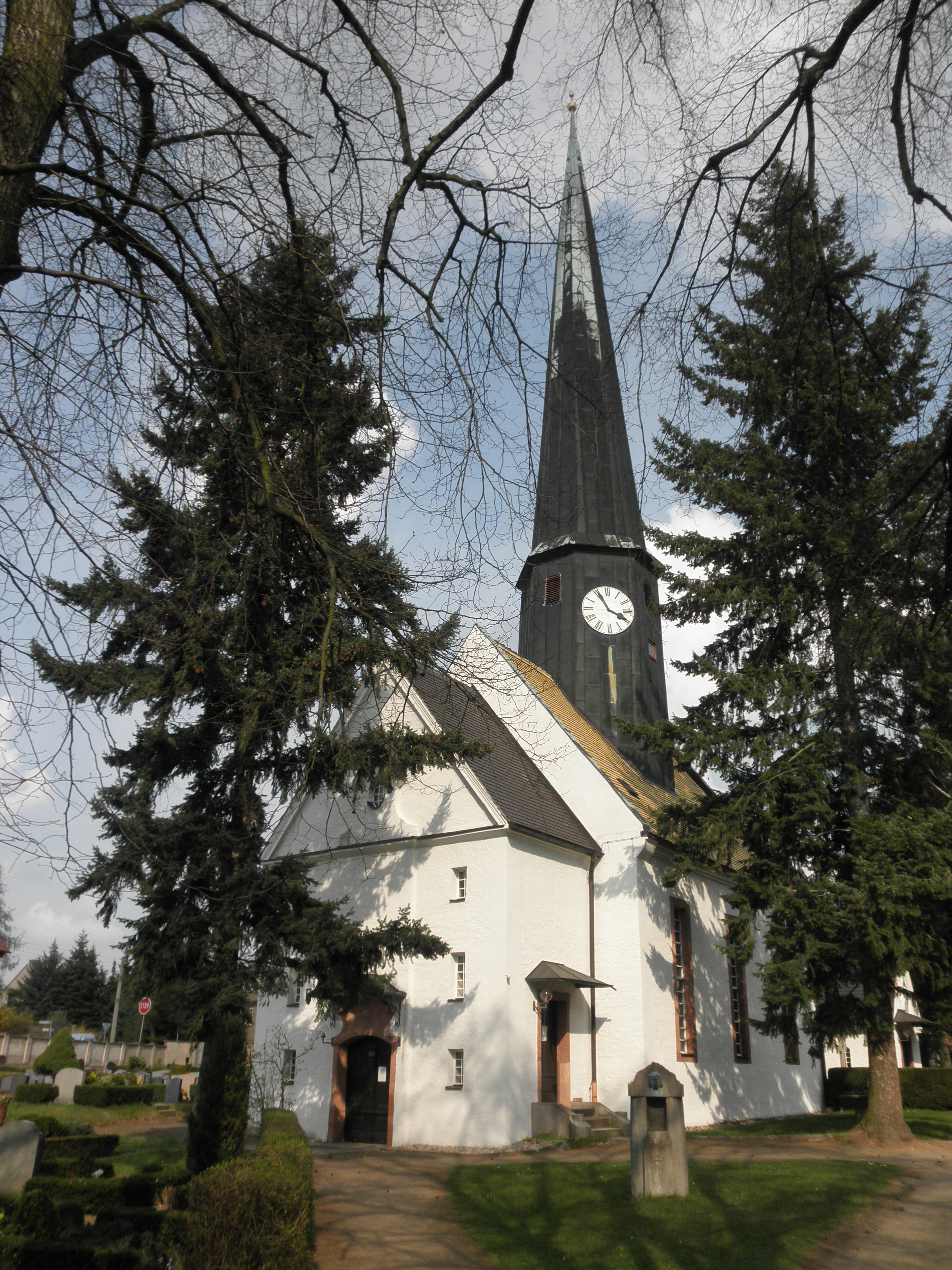
Evang.-lutherse kerk te Großbothen (13e-17e eeuw; van binnen kort vóór 1800 gerenoveerd)
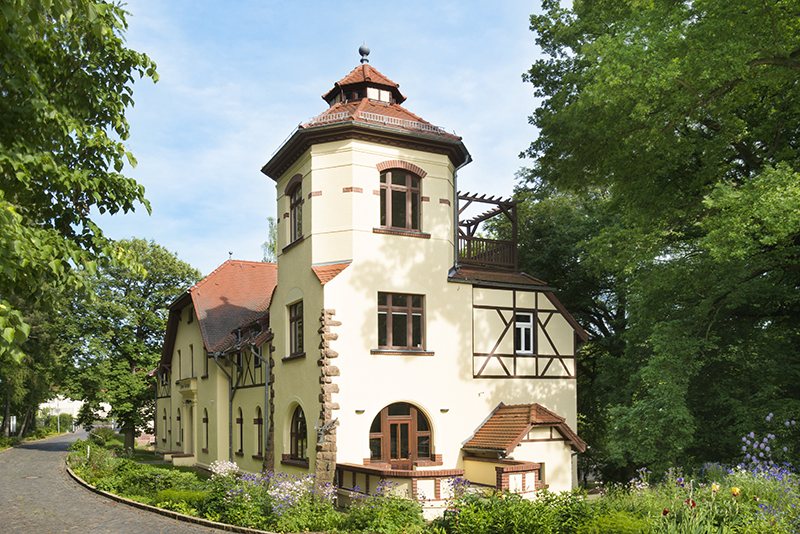
Haus Energie in het Wilhelm-Ostwald-Park bij Großbothen (hier heeft Ostwald zelf gewoond en had hij zijn studeerkamer)
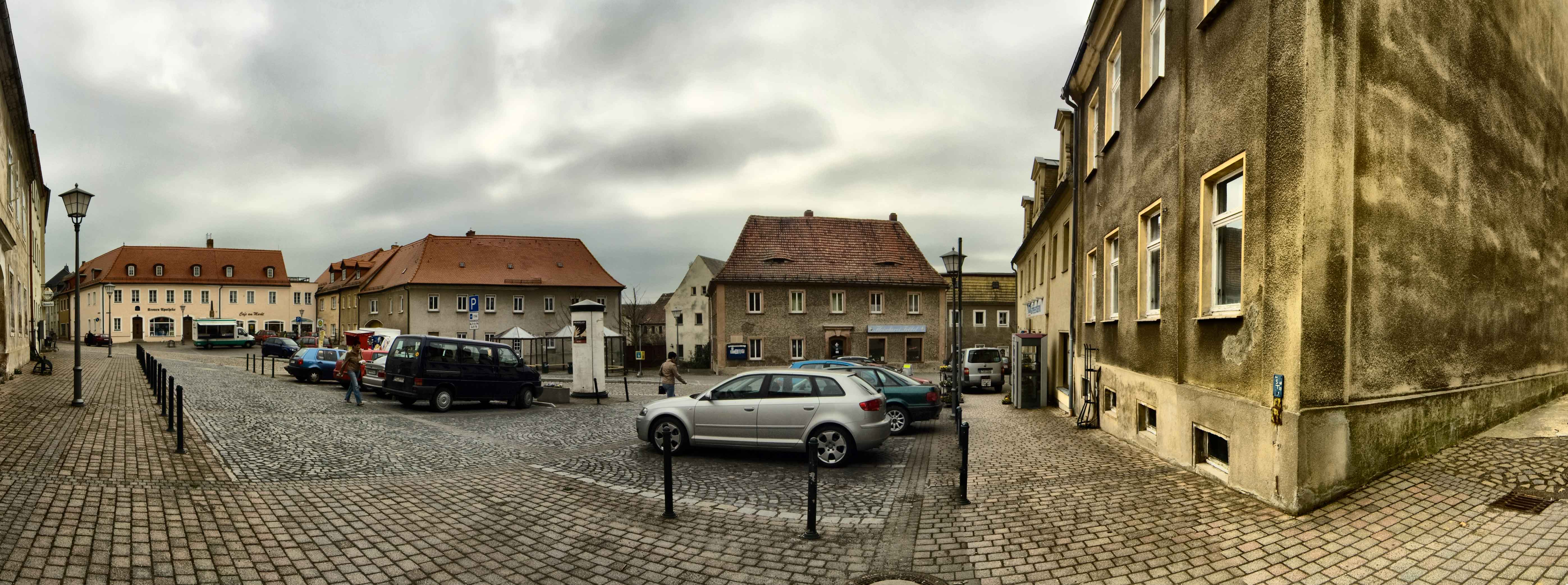
Het marktplein van Mutzschen
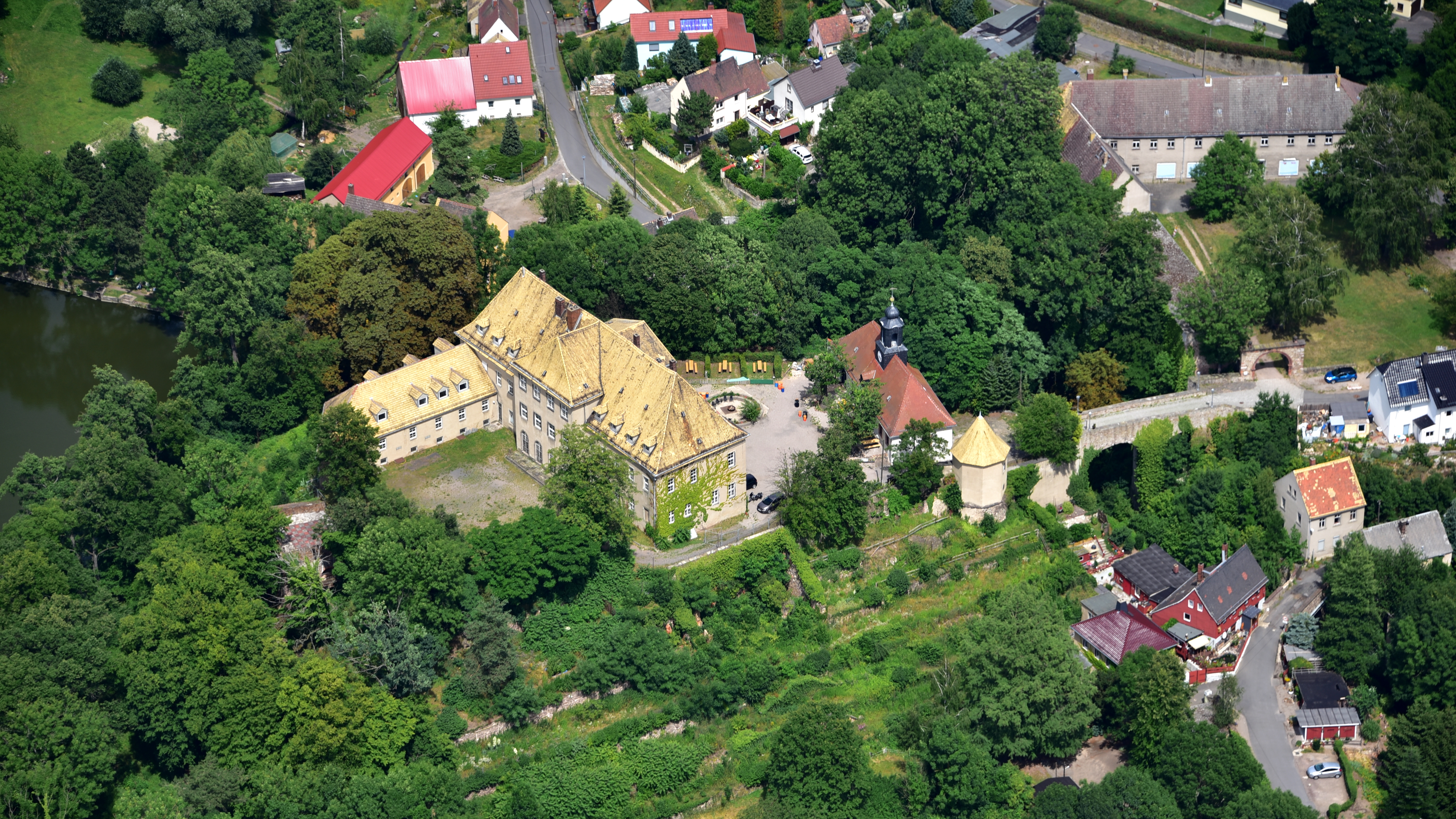
Kasteel Mutzschen (2017)
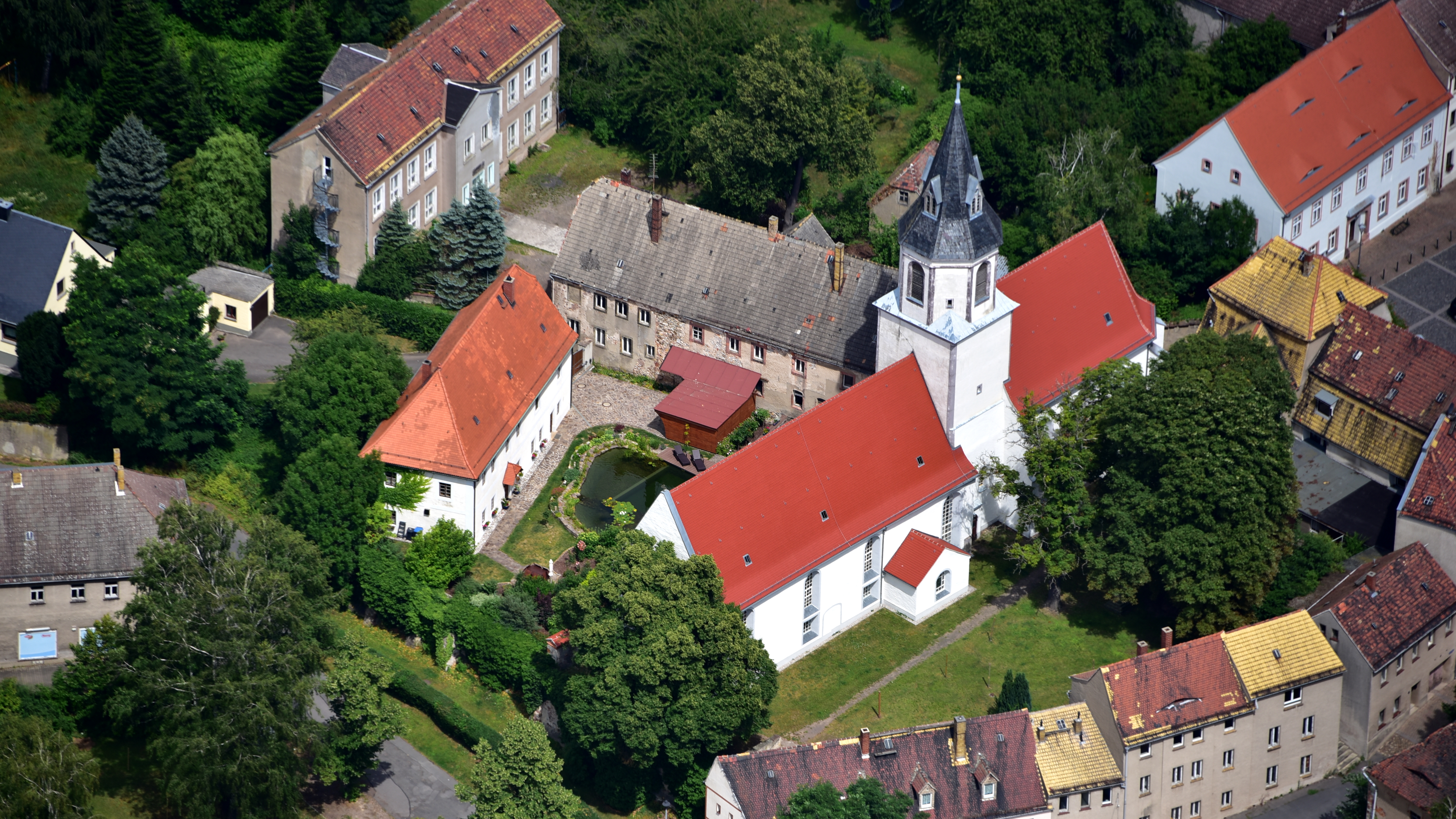
Mutzschen, voormalig kloostercomplex (2017)
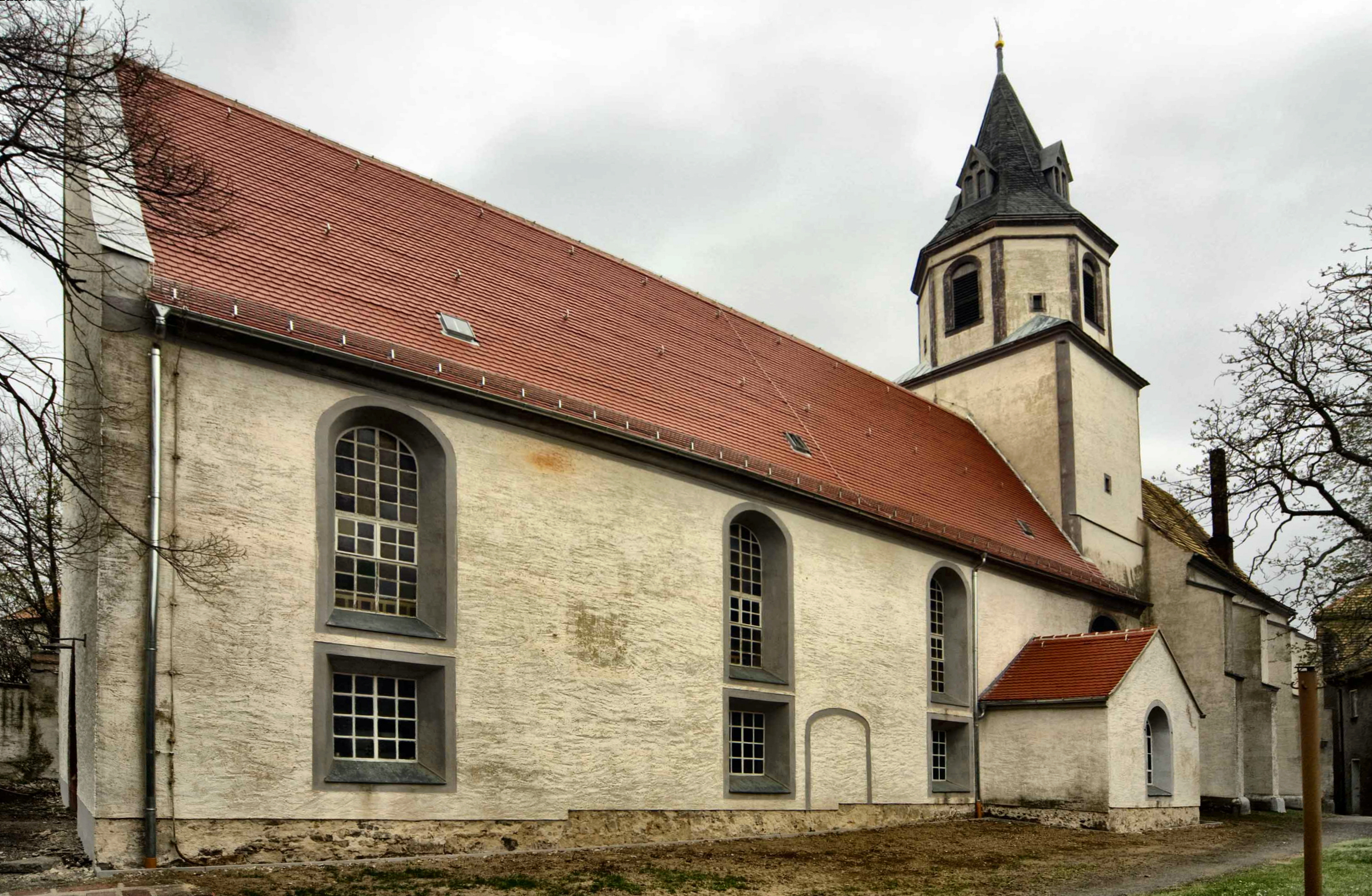
Evangelisch-lutherse kerk te Mutzschen

## Partnergemeentes
Grimma onderhoudt jumelages met:
- Bron (Métropole de Lyon), Frankrijk, sedert 1971
- Weingarten bij Ravensburg in Baden-Württemberg, sedert 1990
- Rüdesheim (Nahe)  in Rijnland-Palts, sedert 1995
- Leduc, een klein plaatsje op 33 km van Edmonton in Canada, sedert 2002
- Gezer (Hebreeuws: גֶּזֶר ), een kibboets niet ver van Modi'in-Makkabim-Re'oet in Israël, sedert 2011

## Belangrijke personen in relatie tot de gemeente

### Geboren in Grimma
- Albrecht van Saksen (1443–1500), hertog van Saksen en eerste heerser van de Albertijnse linie van het huis Wettin. Ook zijn dochter Catharina van Saksen  (1468-1524) werd te Grimma  geboren.
- Johann von Staupitz (circa  1465 in Motterwitz - 28 december 1524 in Salzburg), rooms-katholiek geestelijke, hij was de biechtvader van  Maarten Luther, toen deze nog jong was
- Christian August Jacobi (1688 – na 1725), componist
- Christian August Münckner (1788-1864), luthers theoloog en dichter
- Johann Georg Theodor Grässe (1814–1885), historicus, taalgeleerde, literatuurhistoricus
- Alice & Ellen Kessler (1936, geboren te Nerchau), zingende tweeling
- Ulrich Mühe (20 juni 1953 - 22 juli 2007), acteur

### Overigen
- Willem I van Meißen (1343 - Slot Grimma, 1407), markgraaf van Meißen
- Georg Joachim Göschen (geb. 22 april 1752 in Bremen; overl. 5 april 1828 in Grimma-Hohnstädt), uitgever van literair werk, o.a. van de hand van Friedrich Schiller, Johann Wolfgang von Goethe, Christoph Martin Wieland en Friedrich Gottlieb Klopstock. Aan hem is in het huis, waar hij overleed, een klein museum gewijd.
- Johann Gottfried Seume (geb. 29 januari 1763 in Poserna bij Lützen; overl. 13 juni 1810 in Teplice), schrijver en dichter van o.a. reisverslagen, waaronder Spaziergang nach Syrakus 1802 (1803); bevriend met Göschen; woonde en werkte van 1797-1801 te Grimma; in stadsdeel Hohnstädt is een park naar hem genoemd.
- Wilhelm Wundt, psycholoog en psychiater, overleed in 1920 te Großbothen
- Wilhelm Ostwald (Riga, Letland, 2 september 1853 – Leipzig, 4 april 1932), chemicus, winnaar van de Nobelprijs voor Scheikunde in 1909, woonde van 1906 tot kort vóór zijn dood te Großbothen; aan hem is aldaar o.a. een museum gewijd.